# 太龍寺

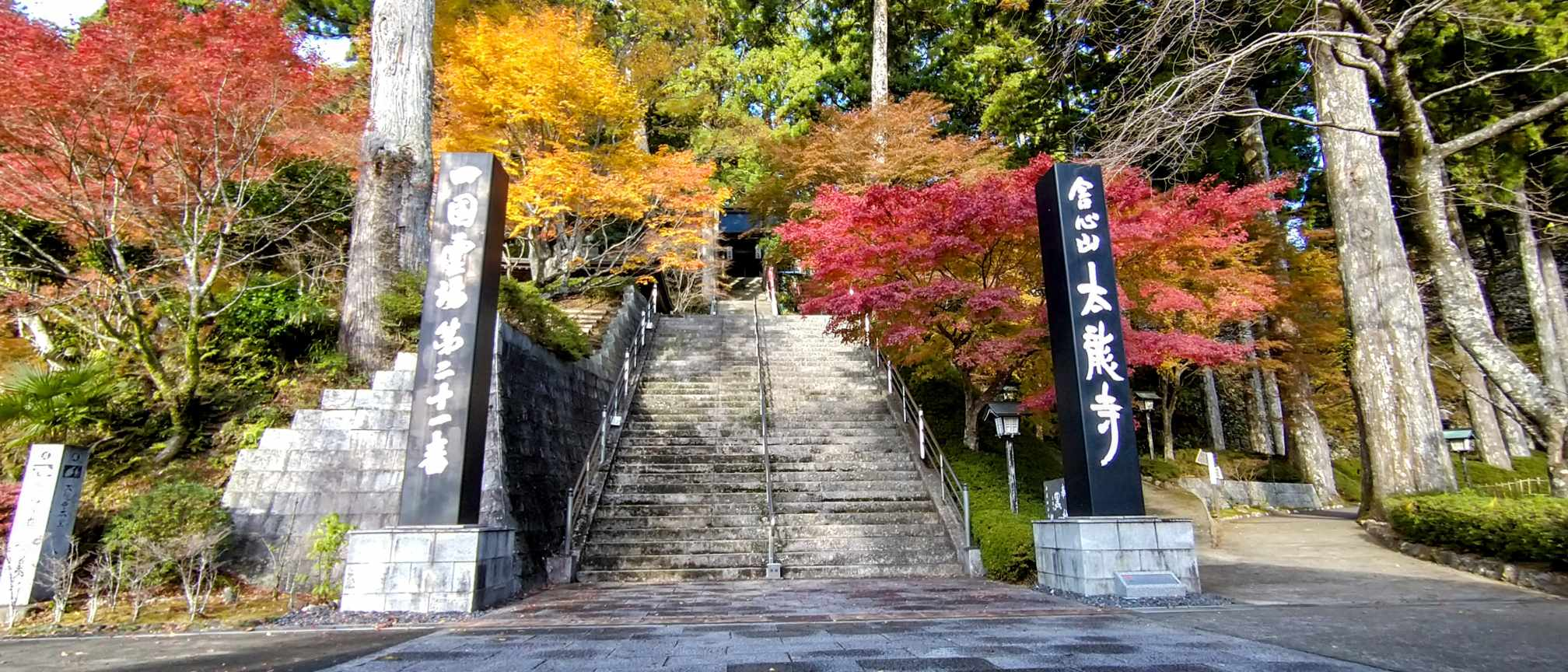
RW山上駅前　本堂は石段を上へ右は納経所へ左は南舎心へ

太龍寺（たいりゅうじ）は、徳島県阿南市加茂町にある高野山真言宗の寺院。舎心山（しゃしんざん）、常住院（じょうじゅういん）と号す。本尊は虚空蔵菩薩。四国八十八箇所の第二十一番札所、阿波秩父観音霊場の第10番札所。
- 本尊真言：のうぼう あきゃしゃ きゃらばや おん あり きゃまり ぼり そわか
- ご詠歌：太龍の常にすむぞやげに岩屋　舎心聞持（もんじ）は守護のためなり
- 納経印：当寺本尊、舎心嶽求聞持大師

## 概況

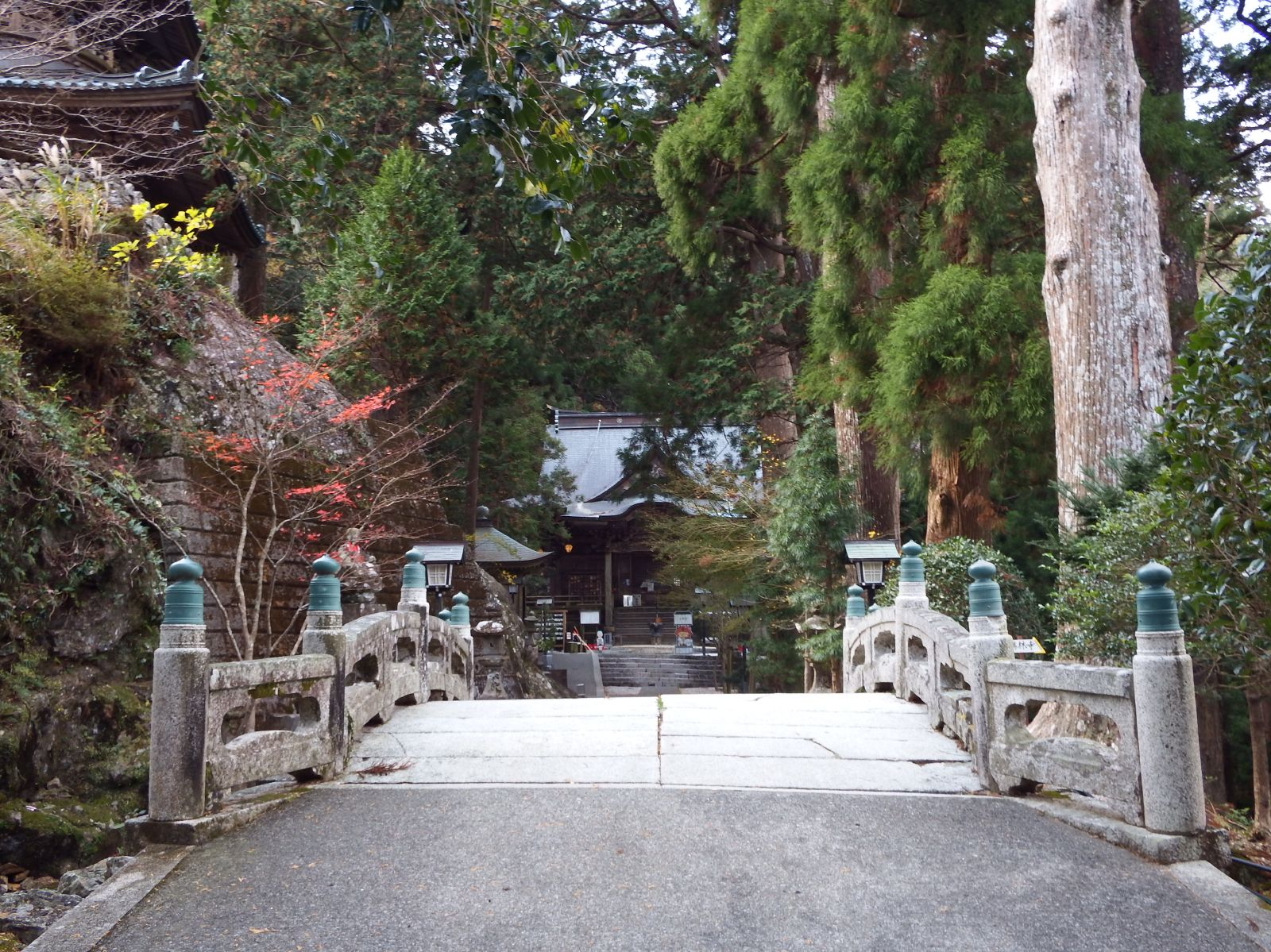
大師堂への参道

太竜寺山弥山（標高600.1 m）の山頂近くに位置し、本堂は標高505 m付近で八十八箇所で6番目の高さにあり、大師堂は、御廟の橋、拝殿、御廟が並び高野山奥の院と同じ配列になっていて、その大伽藍は西の高野と称され、阿南室戸歴史文化道の指定、とくしま88景の選定を受けている。阿波では「一に焼山、二にお鶴、三に太龍」と称され、へんろころがしと呼ばれる難所の一つである。

## 歴史
空海（弘法大師）の24歳での著作である三教指帰（さんごうしいき）の序文に「阿國大瀧嶽に…勤念す」と記されており、大瀧嶽は現在の大竜寺山であると考えられている。19歳で都の大学での学問に見切りをつけて修行に入った空海が、現在の境内の600 mほど西にある舎心嶽の岩上で百日間の虚空蔵求聞持法を修したとされる。山号はその舎心嶽から、寺名は修行中の空海を守護した大龍（龍神）にちなんでいる。
延暦12年（793年）に桓武天皇の勅願によって阿波の国司・藤原文山が伽藍を建立、堂塔が建立され、空海が虚空蔵菩薩像などを刻み安置したと伝えられている。
天長2年（825年）淳和天皇が寺領を寄進、嘉保2年（1095年）には白河上皇の命により東寺の長範が再興した。皇室や武家からの信仰が篤く寺勢は栄えたが、天正年間（1573年 - 1592年）に長宗我部元親の兵火によって焼失し衰退、その後も復興と荒廃を繰り返すが徳島藩主蜂須賀家の保護によって再建される。
戦後は山中の山寺ゆえに困窮の時代を迎え、龍の窟を失い、さらに昭和34年（1959年）には三重塔を失ったが、1992年に太龍寺ロープウェイ
が運行するようになり車利用者でも約30分坂道を歩かないと行きつけない難所であったが容易に参拝できるようになり、遍路ブームの到来もあって隆盛時を迎えた。
2011年7月の台風6号により、樹齢400年に及ぶスギの先端およそ15 mが折れて、本堂の屋根を突き破ったが数年後に復旧した。また、大師堂もその後の台風で損傷していたが2018年には復旧している。

## 境内
- 山門（仁王門）：金剛力士像は鎌倉時代の作品で、徳島県では最大にして最古のものである。
- 鐘楼門：本堂へ通じる石段の途中にある。
- 本堂：本尊は天井に達する大きな仏像で半丈六仏。本尊の開帳 毎年1月12日の11時より法要があり、そのあと正午頃から15時頃まで本堂の中に入って拝観できる。厨子の扉は朝一番から開いているので外からの拝観は可能。
- 大師堂：旧暦3月21日開帳、明治11年(1878年)再建。

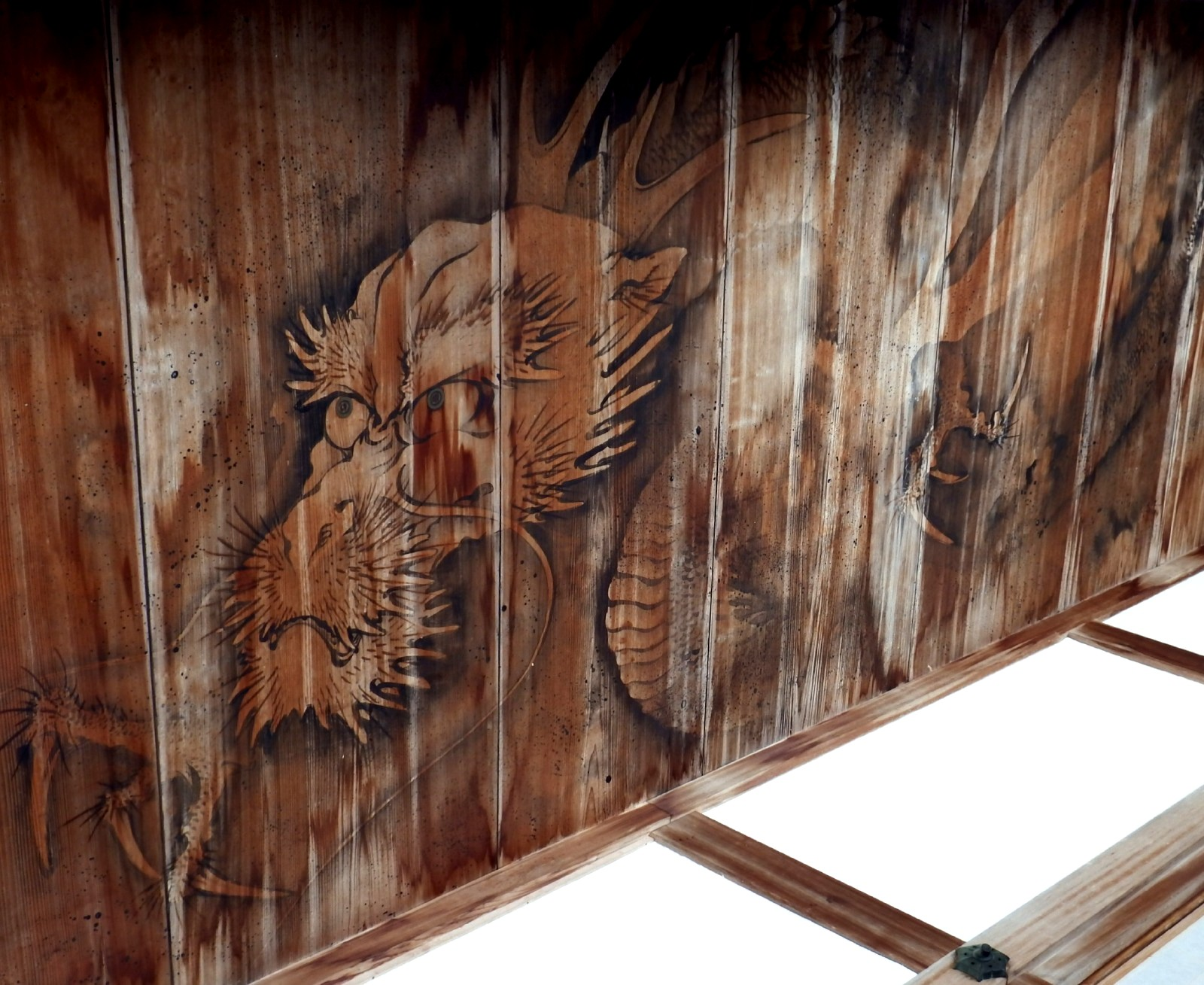
持仏堂の天井絵

- 持仏堂の天井絵 持仏堂：高知の画家竹村松嶺による龍の絵が大廊下の天井に描かれている。
- 六角経蔵
- 護摩堂堂：本尊は興教大師作とつたわる不動明王。
- 弁天堂（祠）
- 多宝塔：1861年建立。法界虚空蔵、金剛虚空蔵 宝光虚空蔵、蓮華虚空蔵、業用虚空蔵の五尊からなる五大虚空蔵を安置、その真言は「おん・ばじら・らたな・あ・あー・あん・あーん・そわか」
- 求聞持堂：虚空蔵求聞持法を修行するための道場。天下三ヶ所随一[3]。
- 中興堂：長範僧正(第4世・平安後期)と亮山僧正(第22世・江戸前期)を祀っている。
- 鎮守社：五社明神（蛭子大明神・天照皇太神・厳島大明神・鹿嶋大明神・三輪大明神）
- 相輪橖（そうりんとう）：文化13年。
- 句碑：種田山頭火『分け入っても分け入っても青い山』が本堂への石段下右にある。

山門から長い参道を進むと右側に六角経蔵、護摩堂、持仏堂（本坊）、納経所があり、この先の石段を上って行く。石段の途中に鐘楼門が設けられている。上り詰めて左に進むと奥に本堂が建ち、その左後ろに求聞持堂がある。本堂とは逆の右に進むと橋を渡った先に大師堂拝殿がある。履物を脱いで拝殿回廊を回り込んで拝殿裏に行くと大師堂奥殿がある。多宝塔は本堂と大師堂の間の丘の上に立つ。
なお、ロープウェイ利用の場合は、山頂駅舎出口の前の石段を上り詰めると本堂の正面にでる。
- 行事：1月12日午前11時より初会式（年に一度の本尊開帳）、旧暦3月21日午前11時より旧正御影供（年に一度の大師像開帳）、旧暦4月8日仏生会（甘茶接待）、大晦日午後11時半より除夜の鐘（一般参加可）

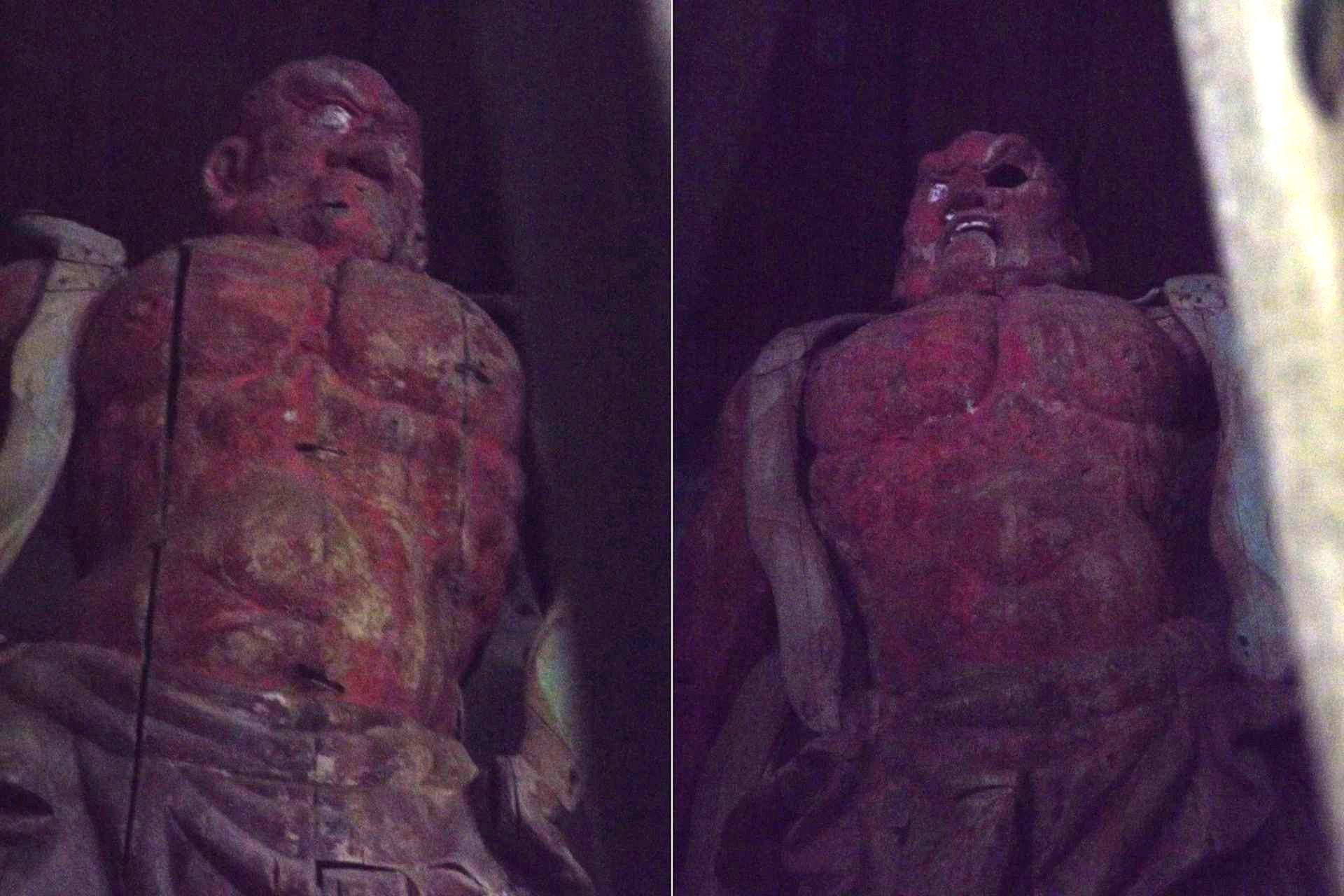
仁王像
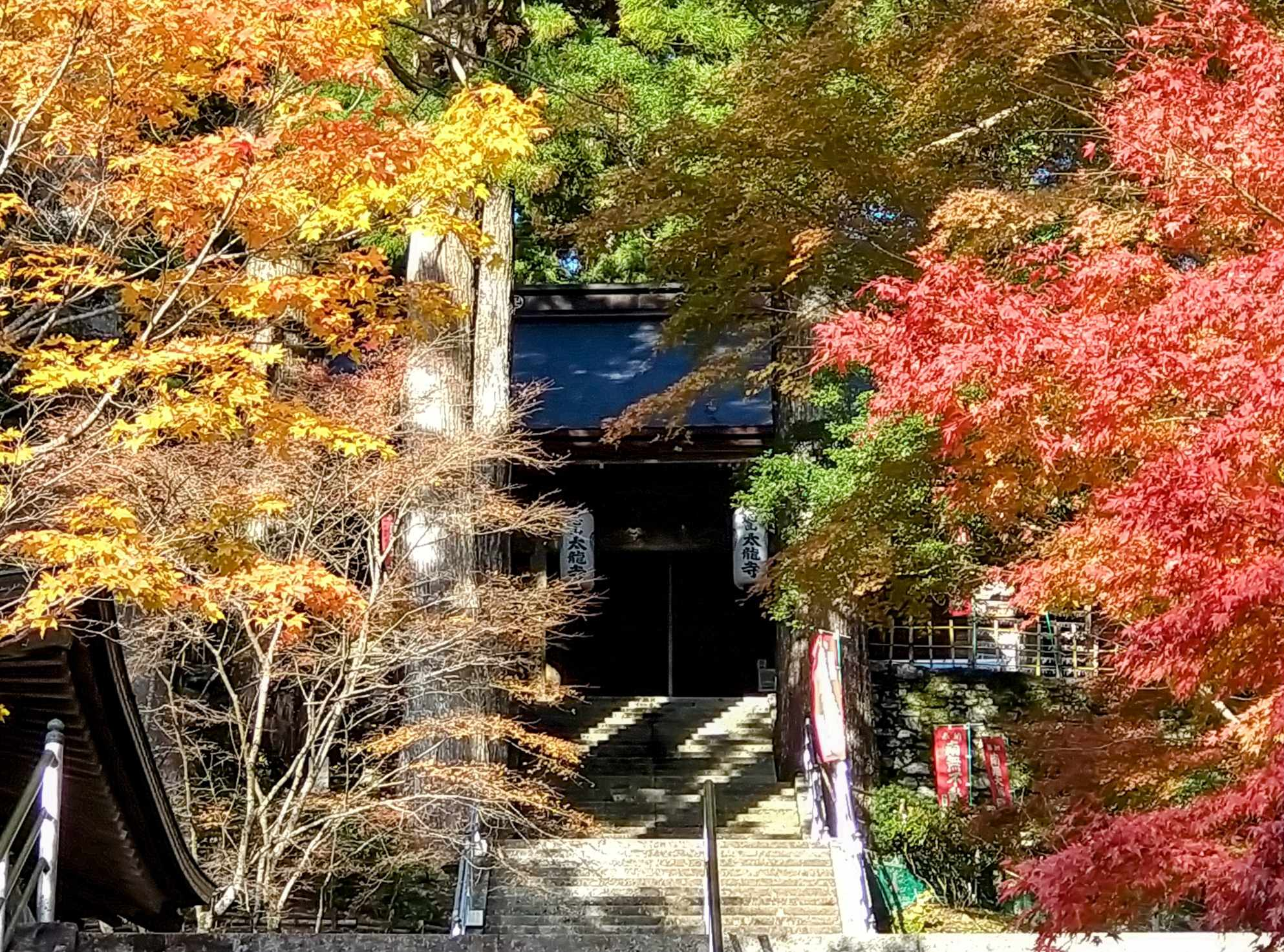
本堂
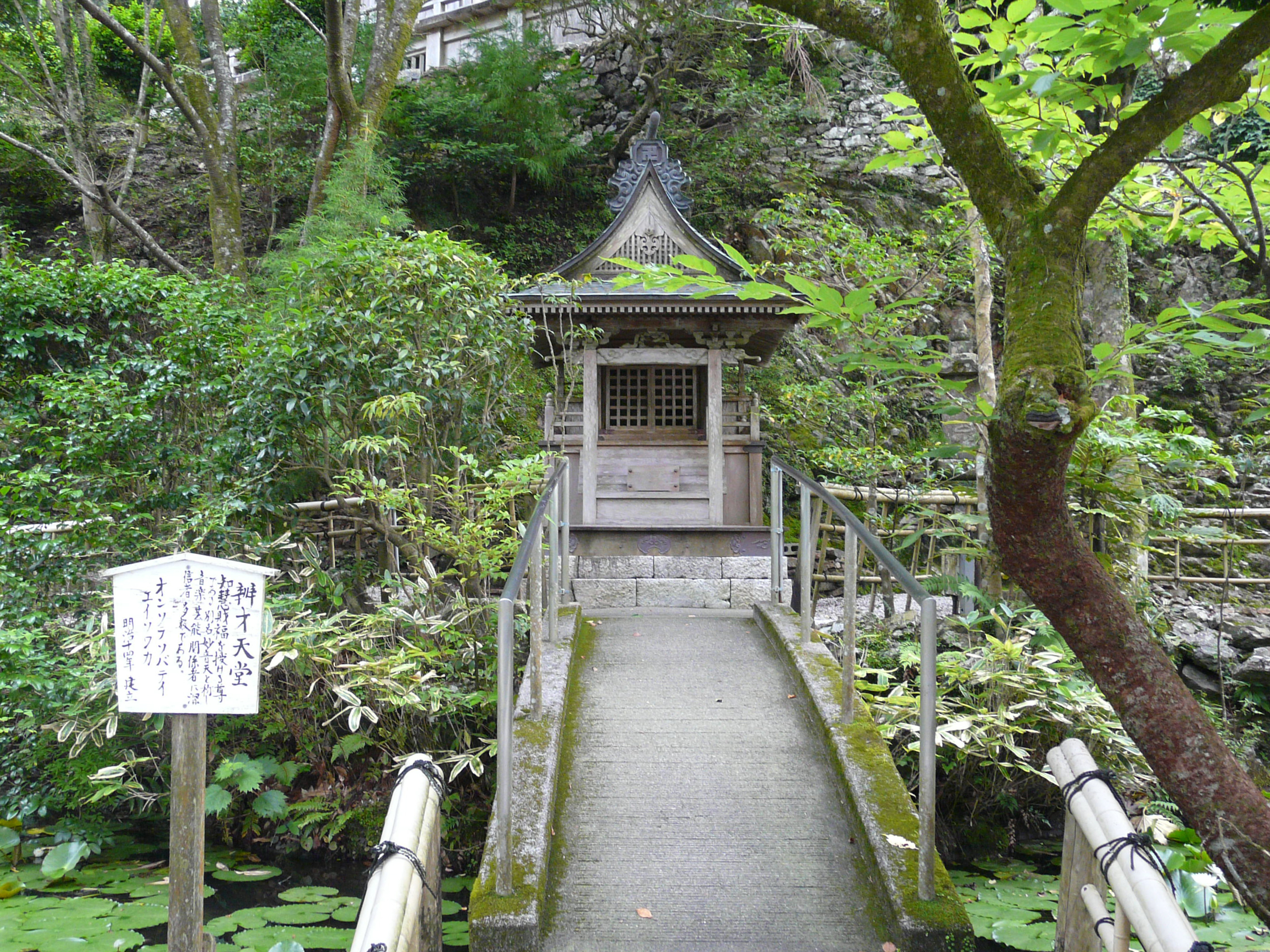
弁天堂
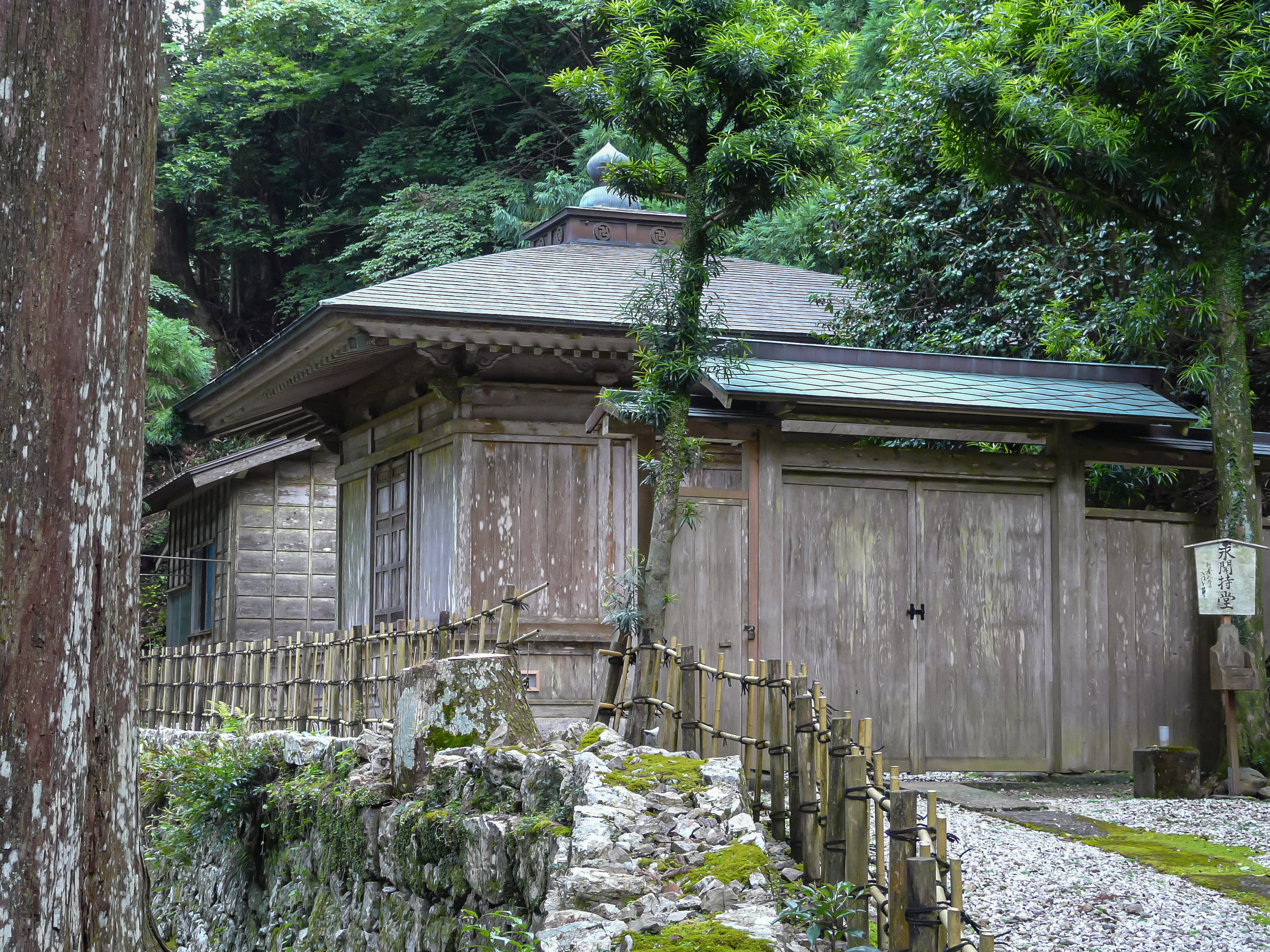
求聞持堂
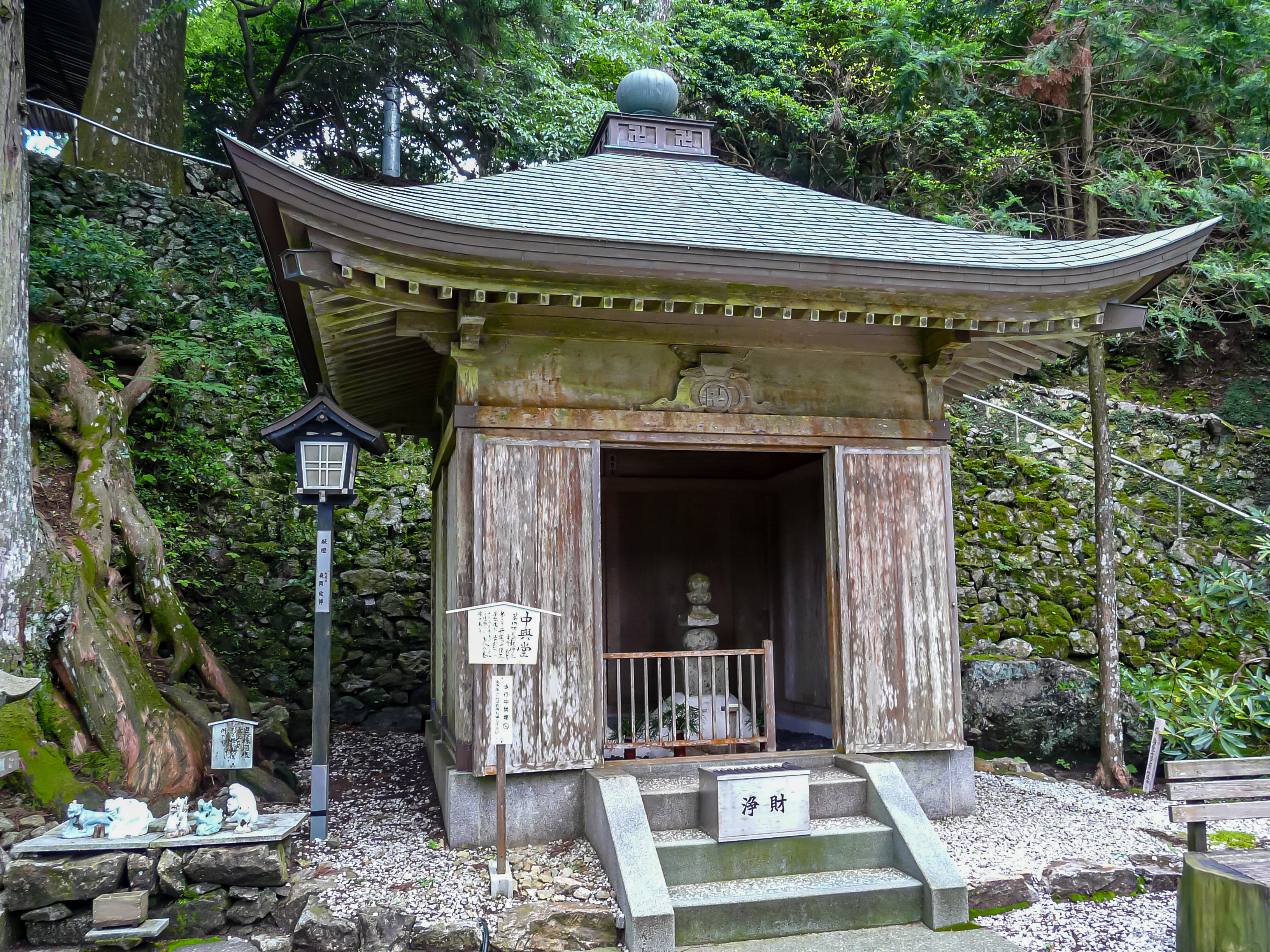
中興堂
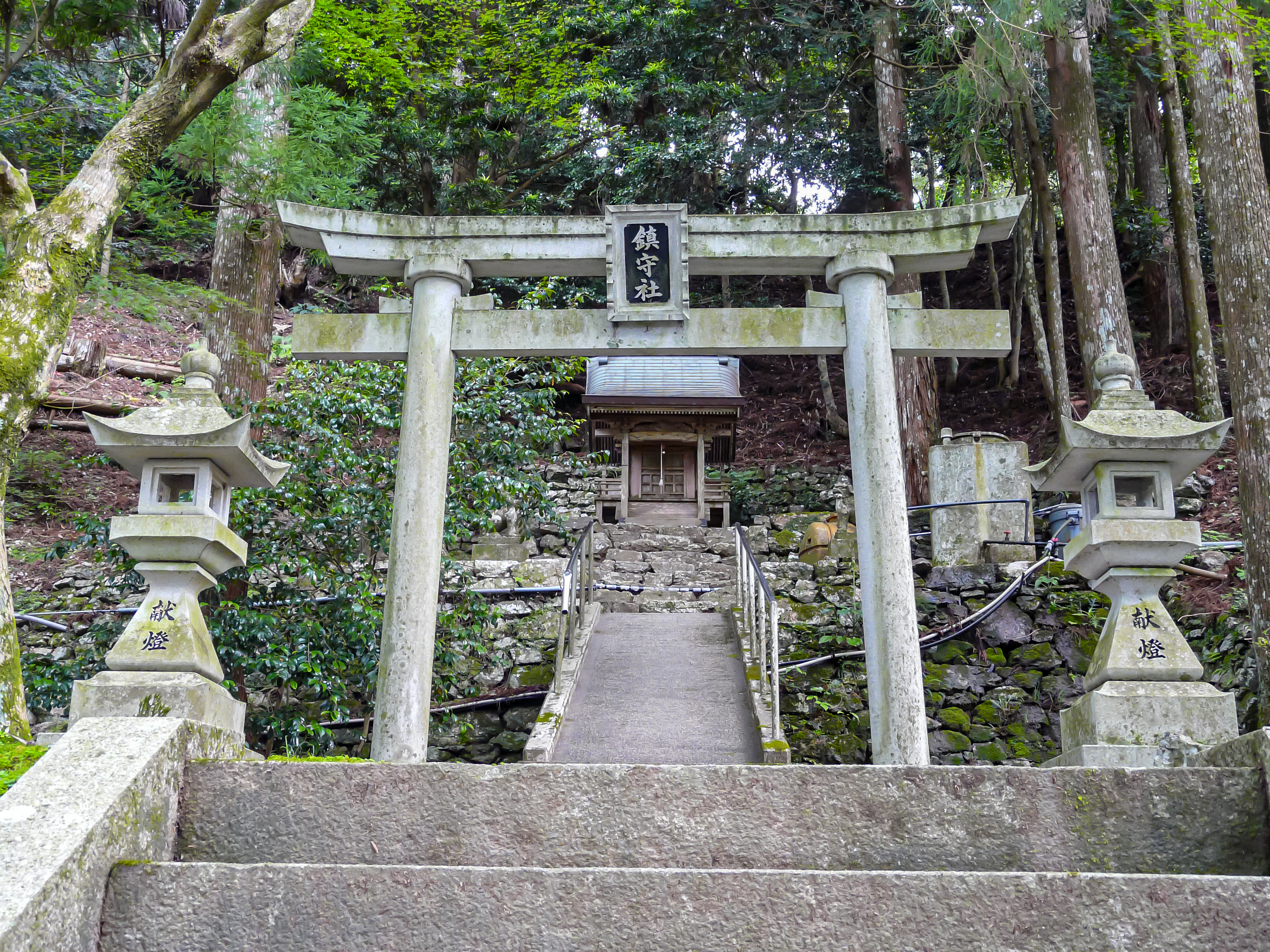
鎮守社
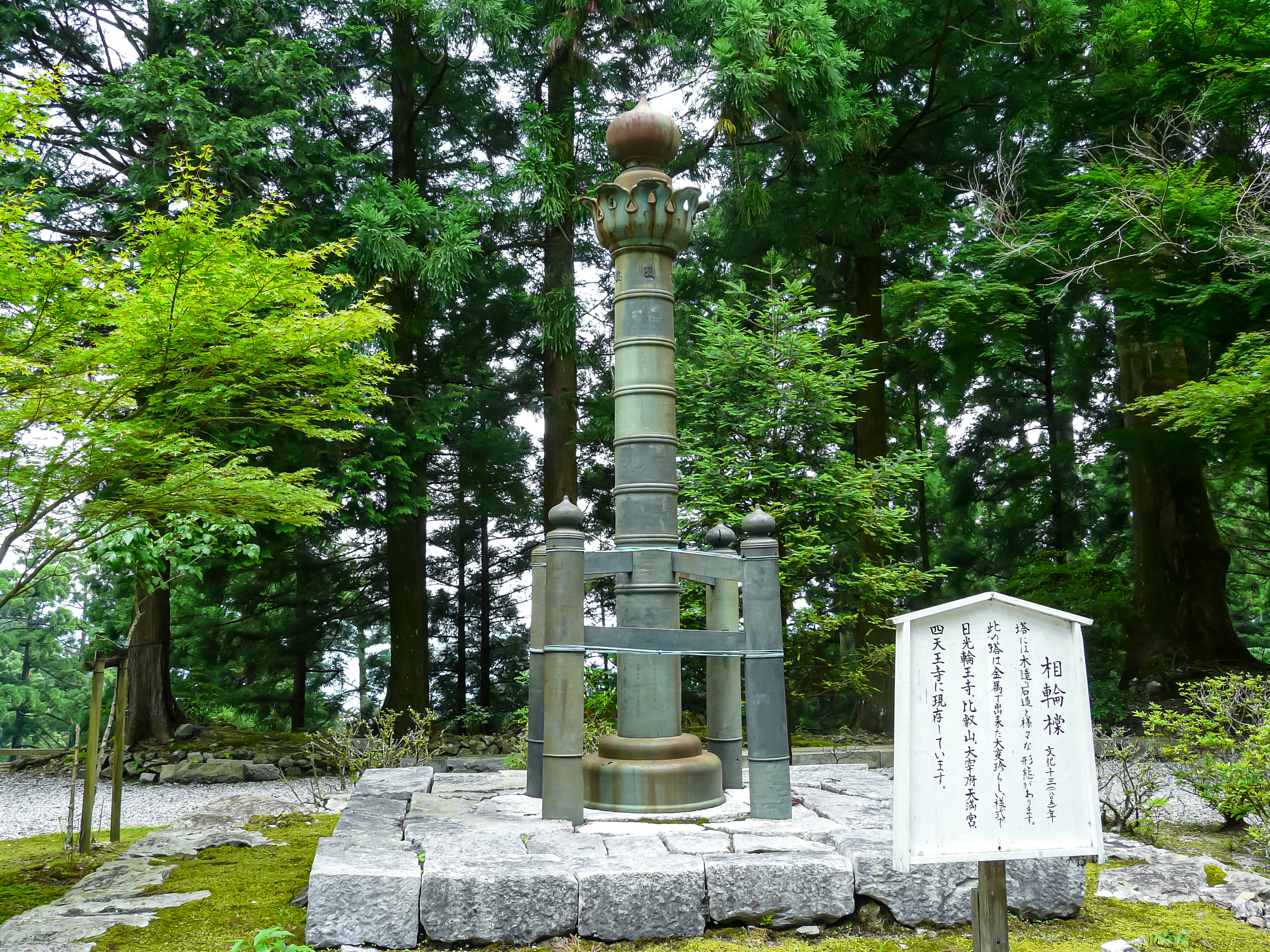
相輪橖

## 文化財
国の史跡
- 阿波遍路道 太龍寺道（後半）：杉井集落の登り口から太龍寺までの4.3 kmのうち太龍寺側で若杉から山門手前の四叉路までの約1.027 km[注釈 6]、平成22年（2010年）8月5日指定。[4][5][6]
- 阿波遍路道 かも道：一宿寺から太龍寺までの全長4.4 kmのうち太龍寺側四叉路までの1.34 km、平成27年10月7日指定。[4][5]
- 阿波遍路道 太龍寺境内 6 ha。平成29年2月9日指定。[4][5]
- 阿波遍路道 いわや道：太龍寺から南舎心ヶ嶽方面を経て龍の窟（今は無い）へ向かう遍路道のうち、平等寺道の分岐点までの2.675 km。

1. 太龍寺から南舎心ヶ嶽方面の567m。平成22年8月5日指定。[4][5][6]
2. 1.の延長部分で平等寺道の分岐点までの2.068 km。平成25年3月27日指定。[4][5][7]

- 阿波遍路道 平等寺道（前半）：いわや道との分岐点から平等寺方向への0.66 km[注釈 7]、平成25年3月27日指定。[4][5][7]

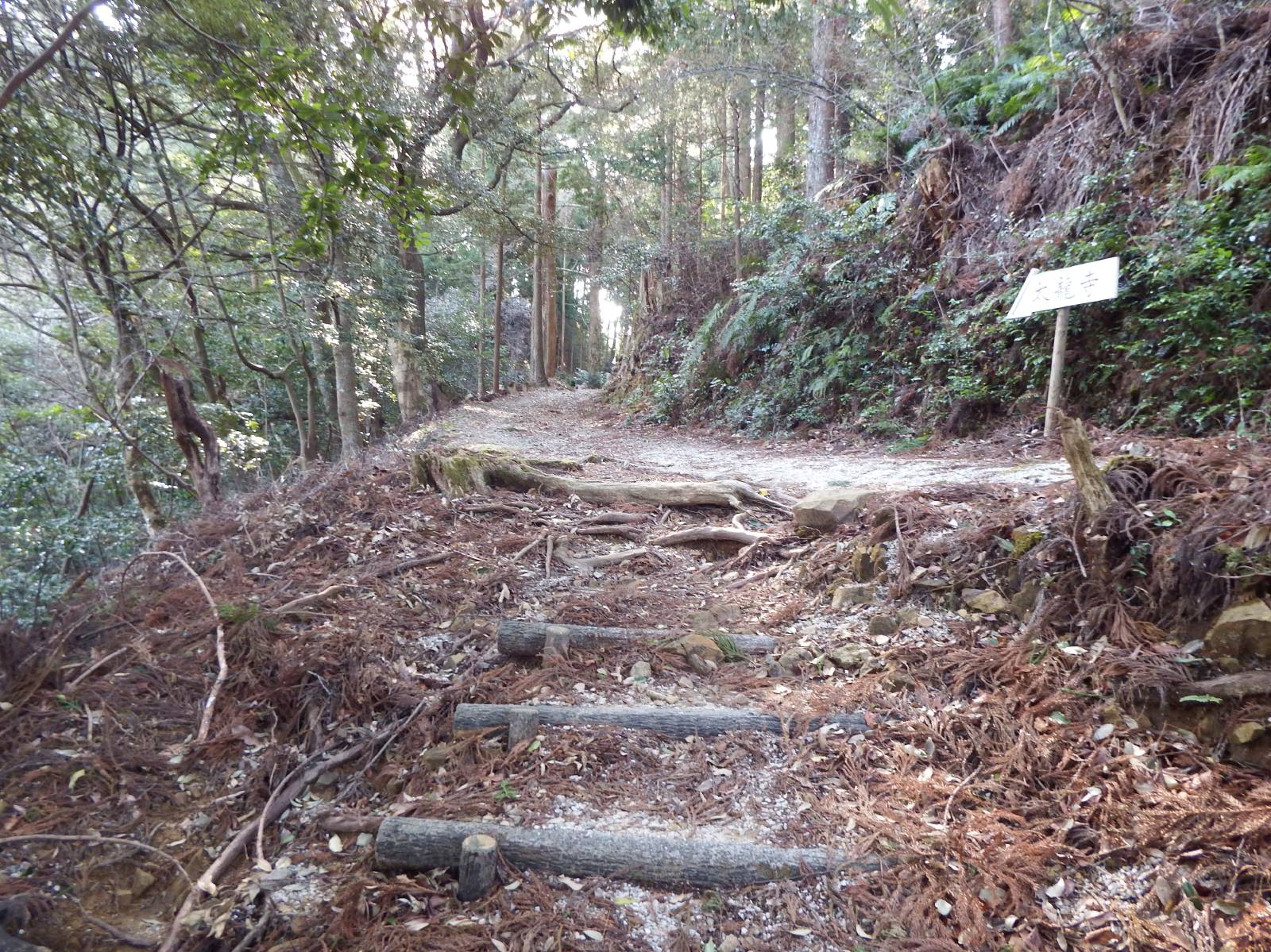
太龍寺道
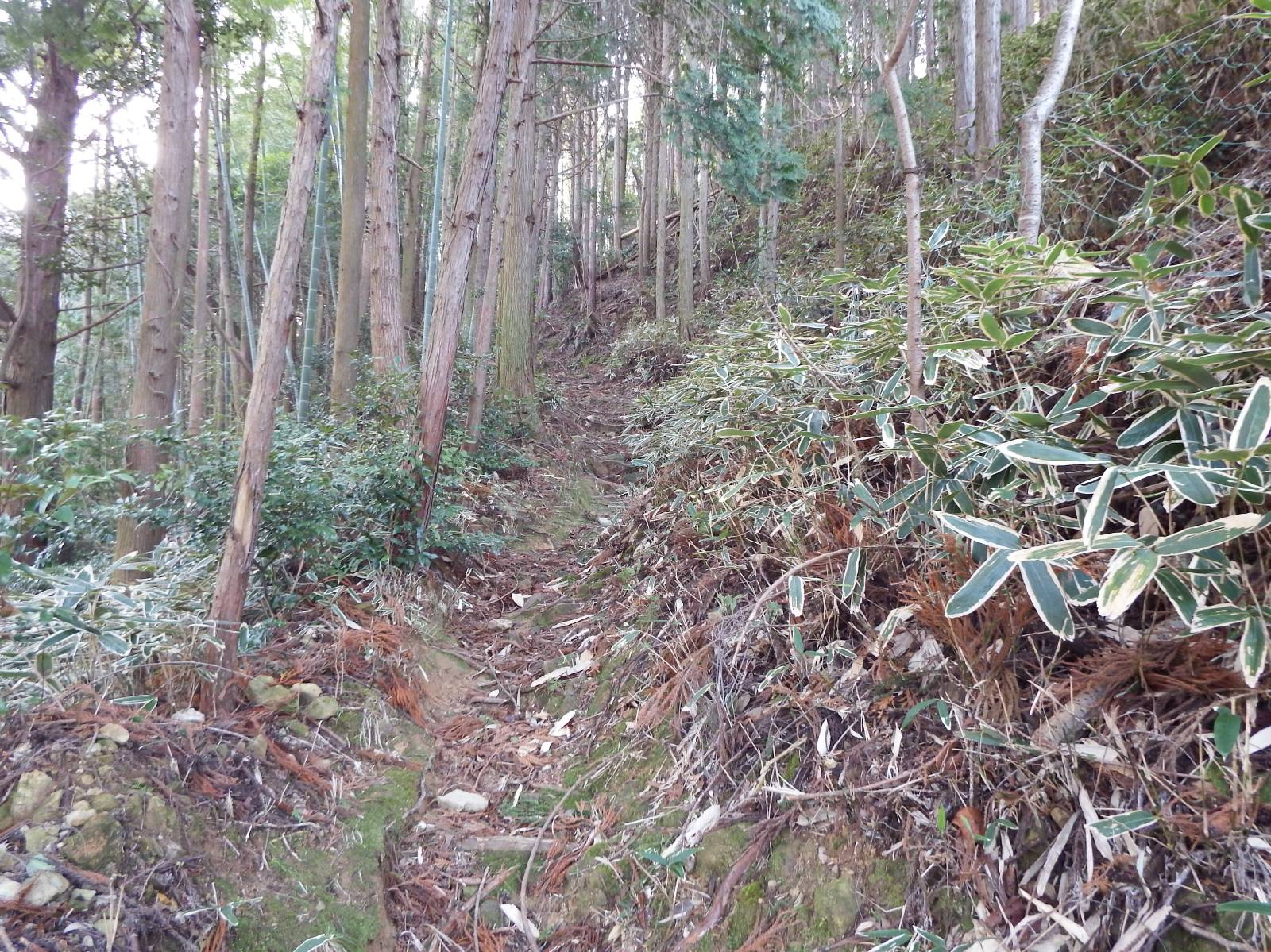
かも道
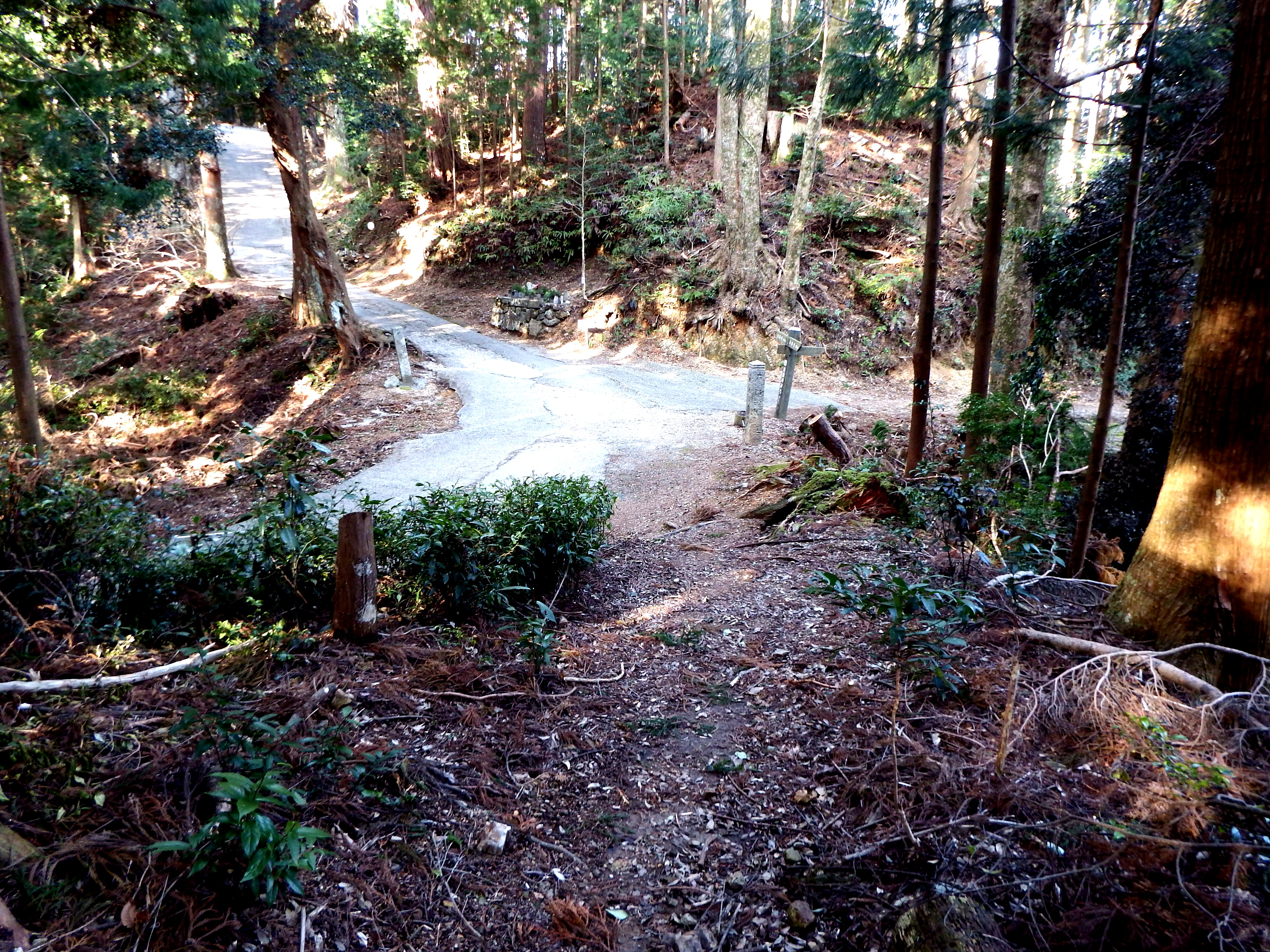
四叉路[注釈 8]
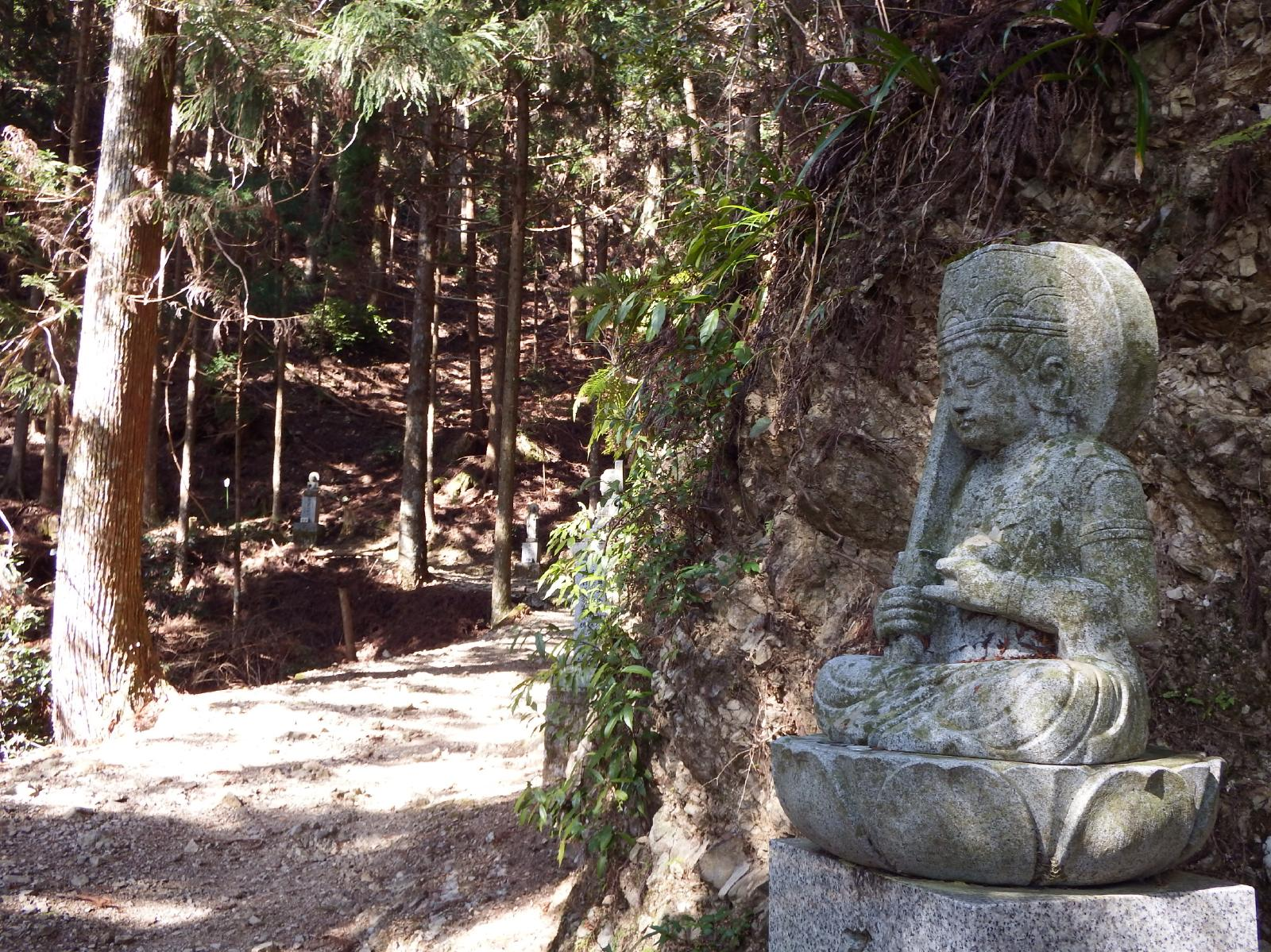
いわや道

国の登録有形文化財
- 本堂：嘉永5年（1852年）建立[8] （以下9件、平成25年6月21日登録）
- 大師堂：明治10年（1877年）建立[9]
- 御影堂：明治11年（1878年）建立[10]
- 護摩堂：明治34年（1901年）建立[11]
- 多宝塔：文久元年（1861年）建立[12]
- 六角経蔵：安政3年（1856年）建立[13]
- 本坊：明治28年（1895年）建立[14]
- 仁王門：文化3年（1806年）建立[15]
- 鐘楼門：明治36年（1903年）建立[16]

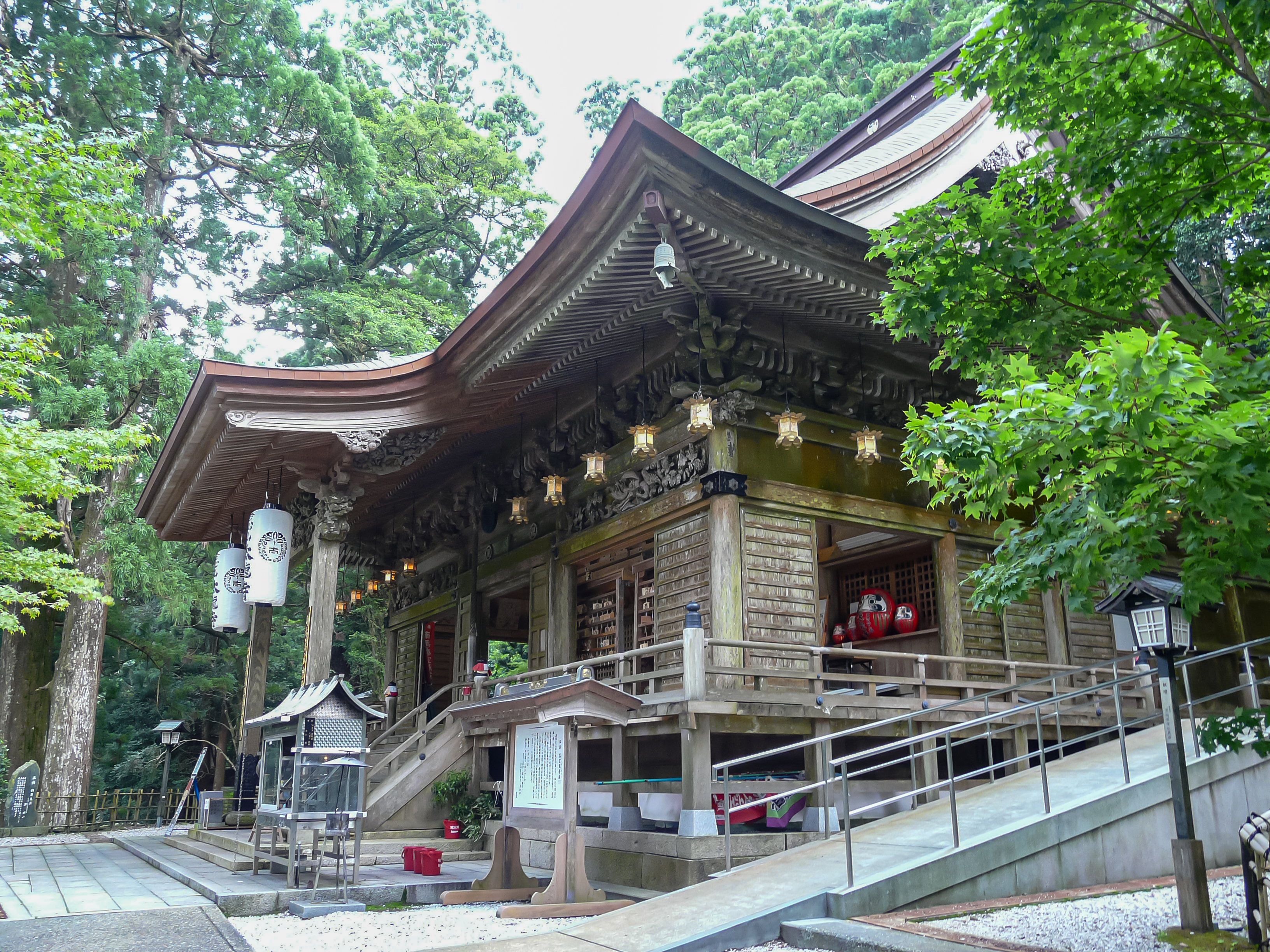
本堂
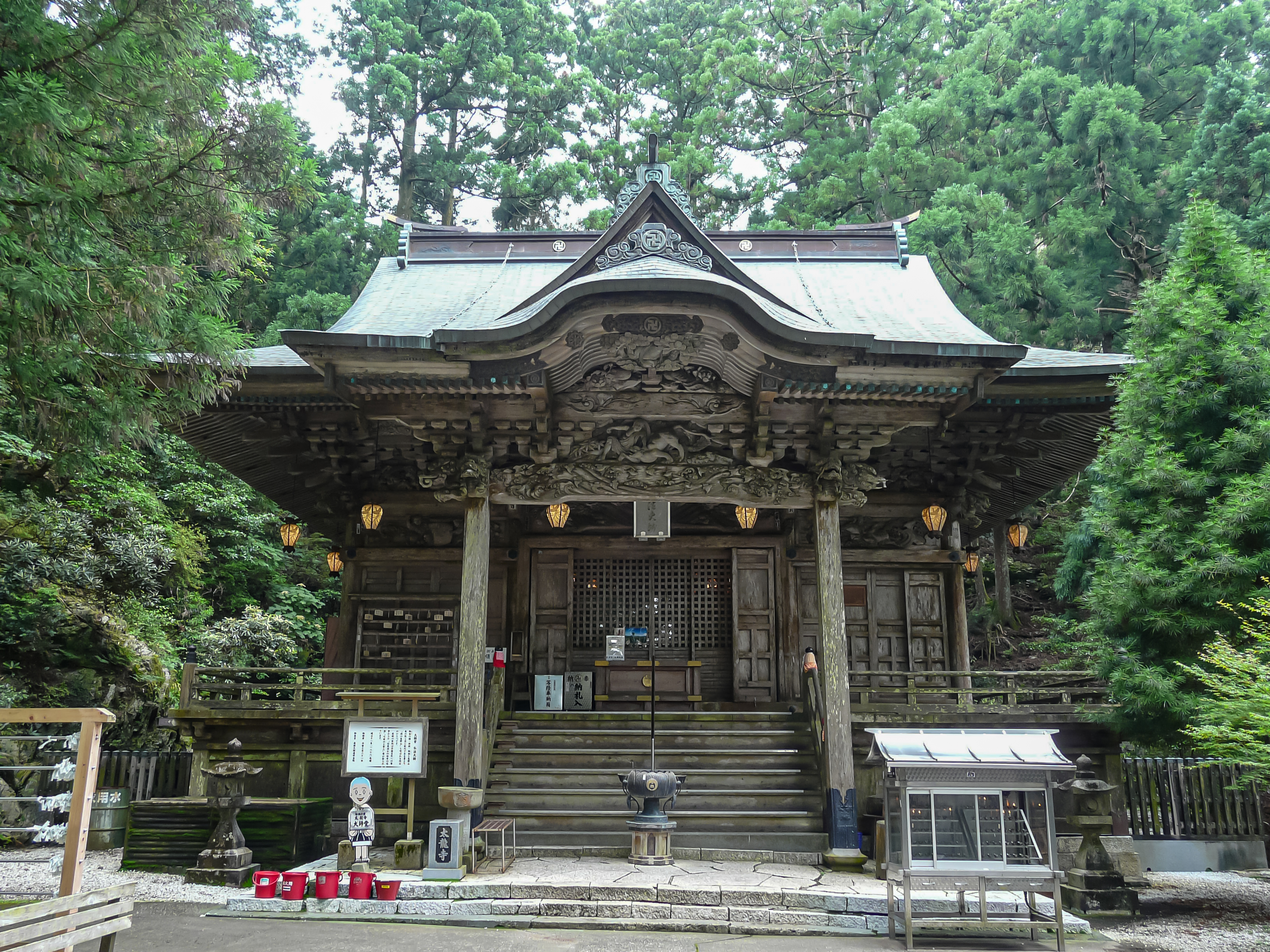
大師堂（拝殿）
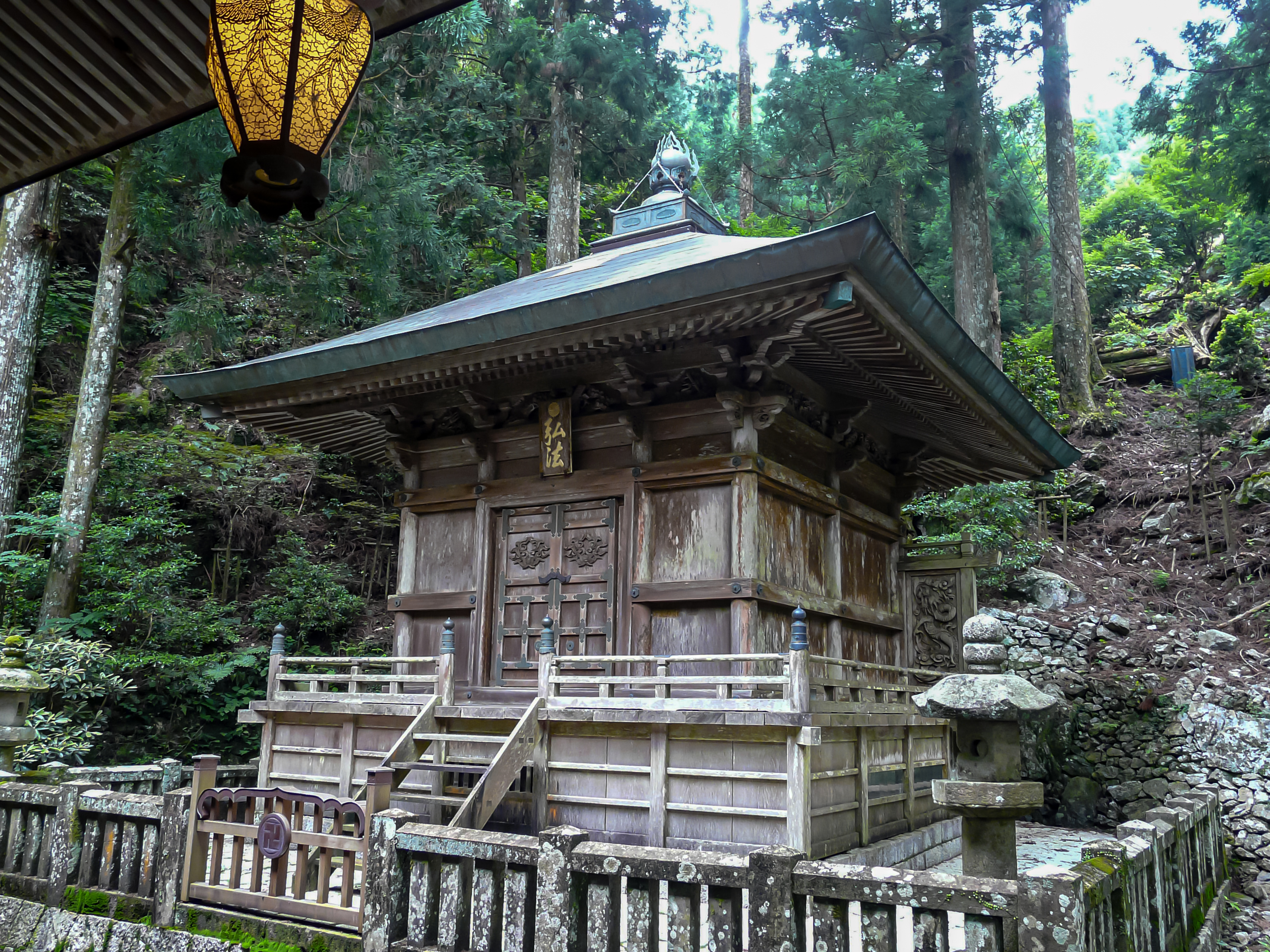
御影堂（奥殿）
護摩堂
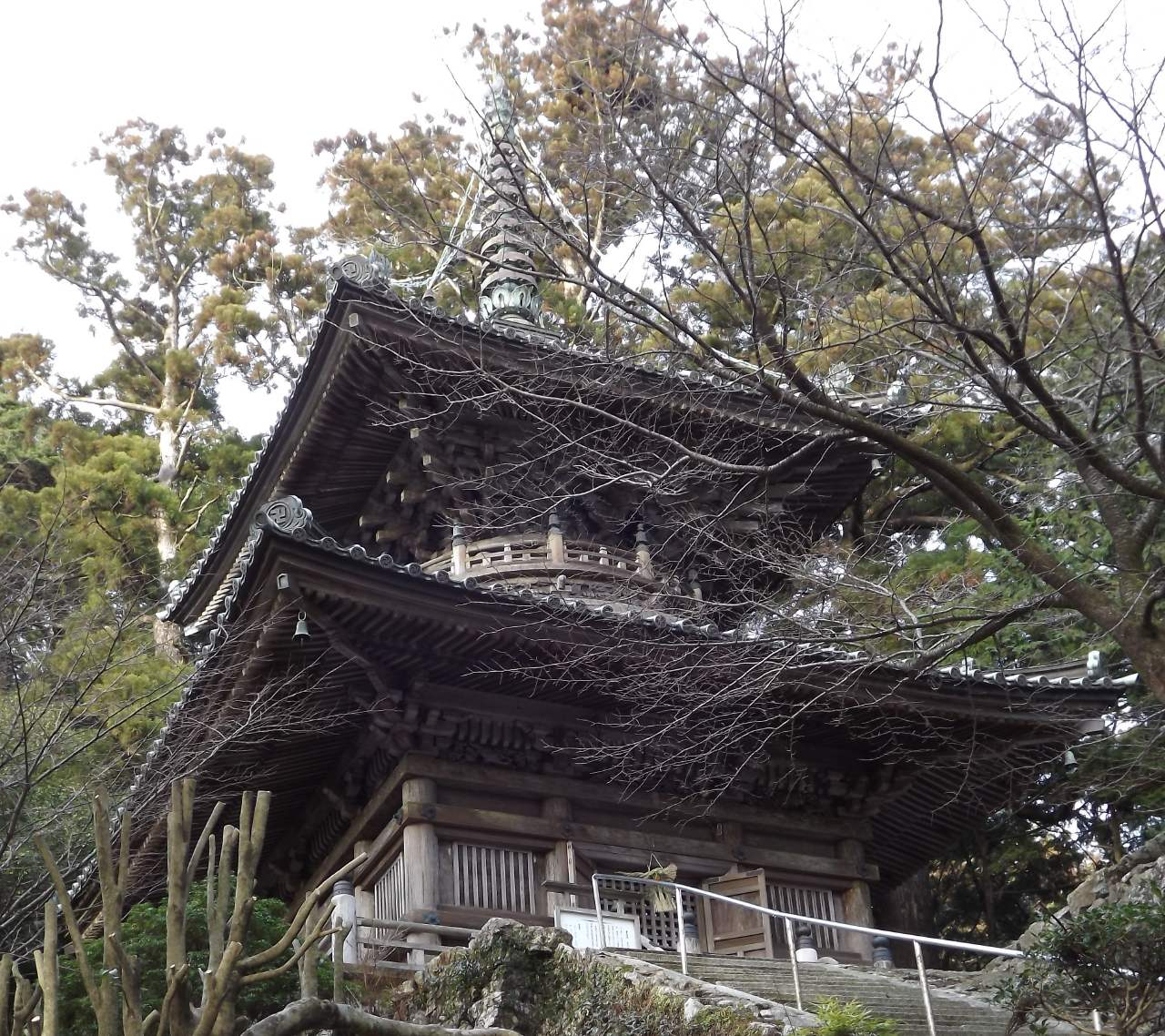
多宝塔
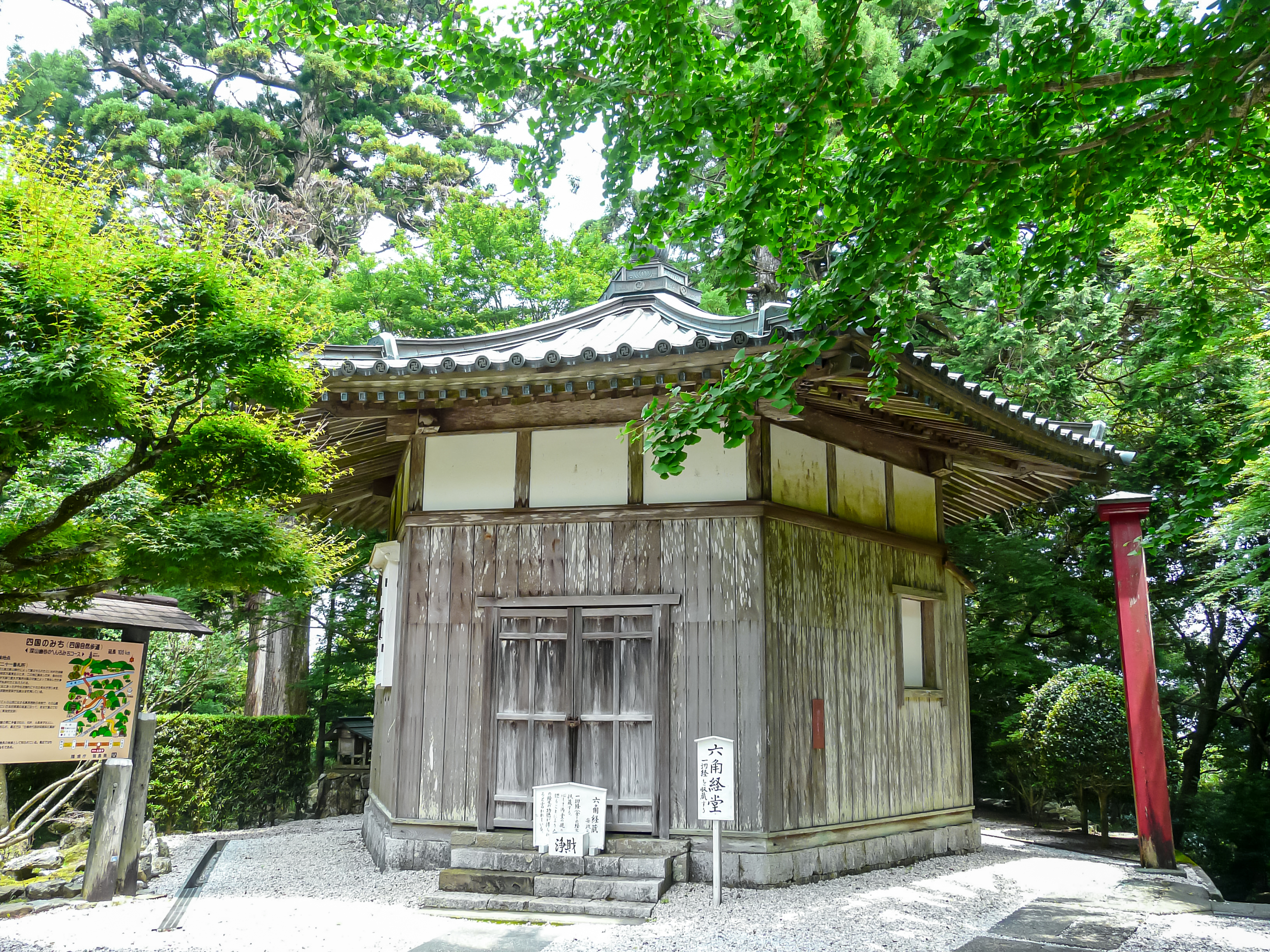
六角経蔵
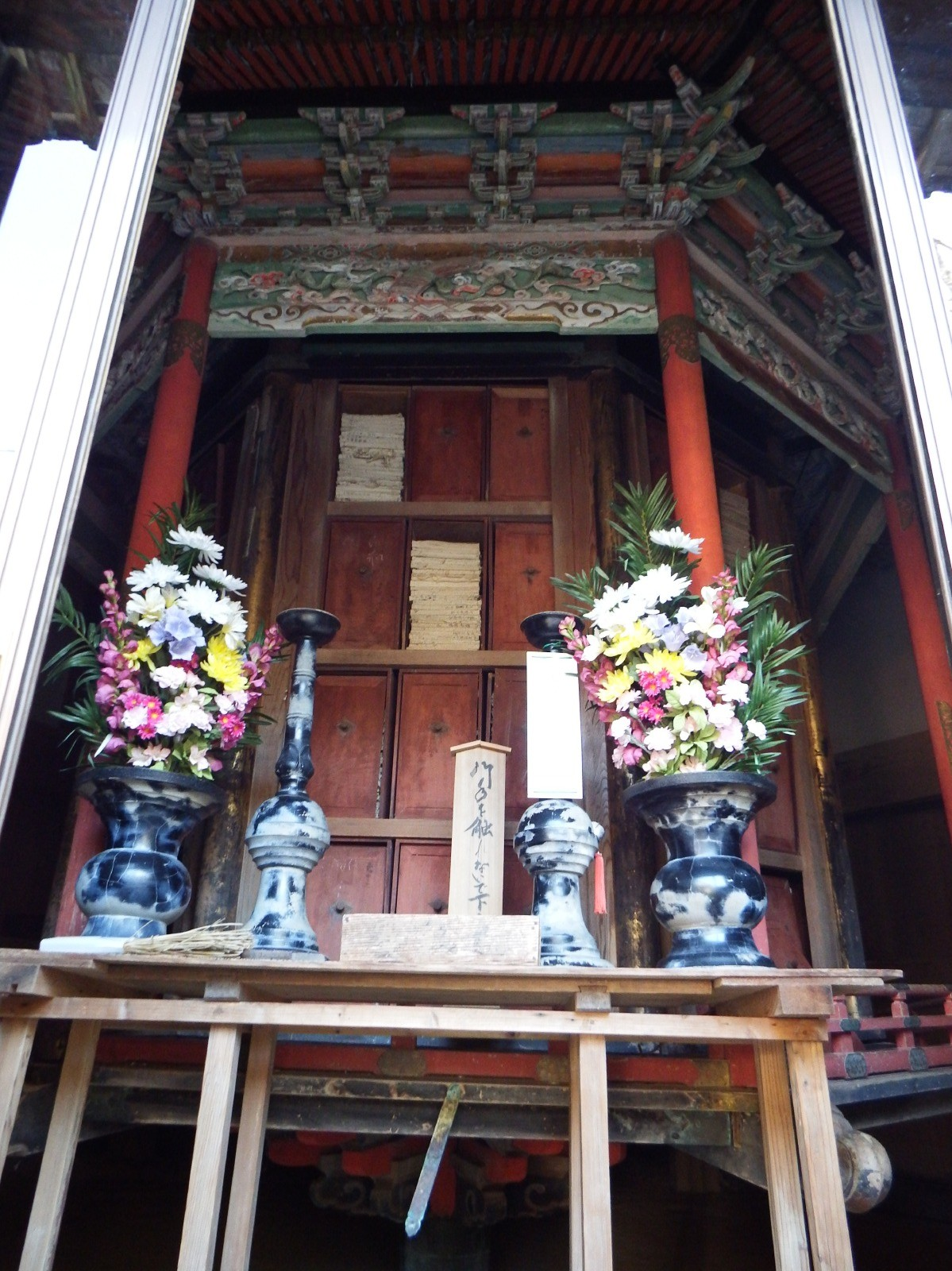
六角経蔵の内部
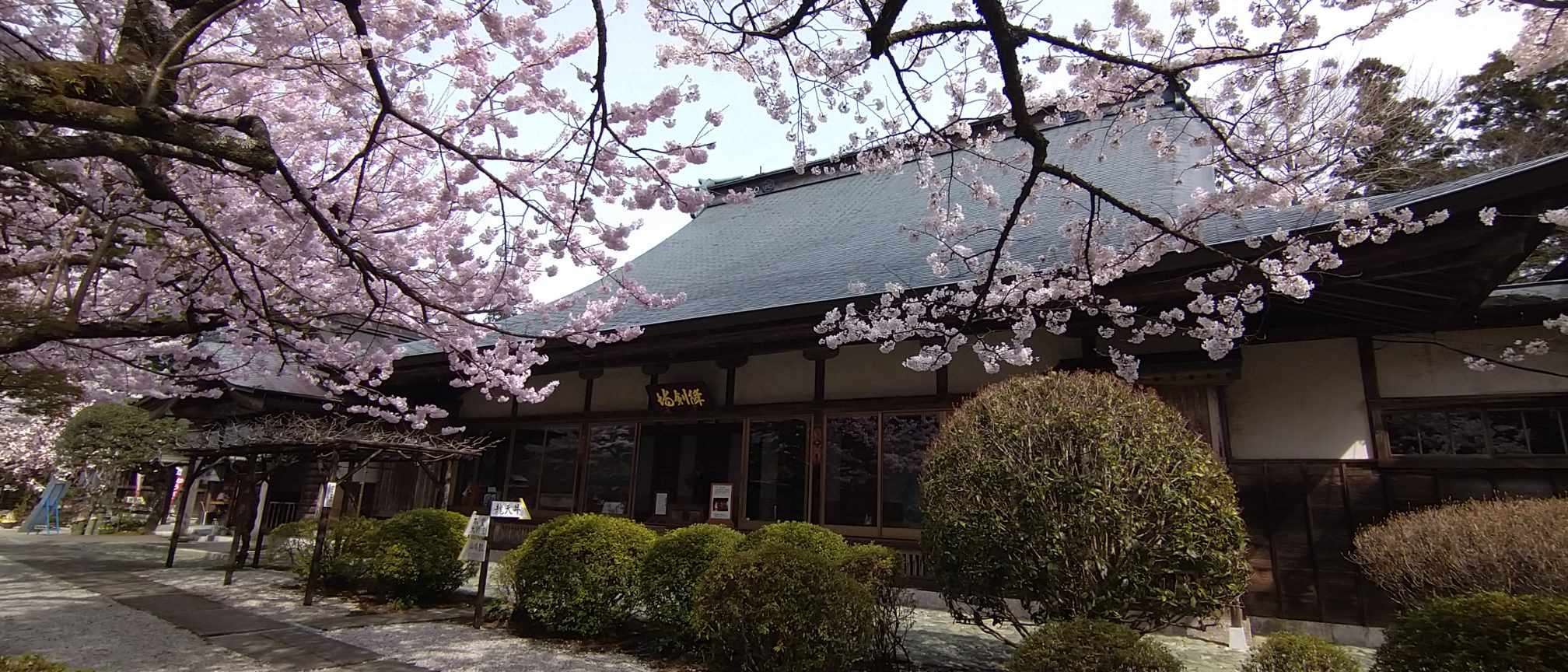
本坊
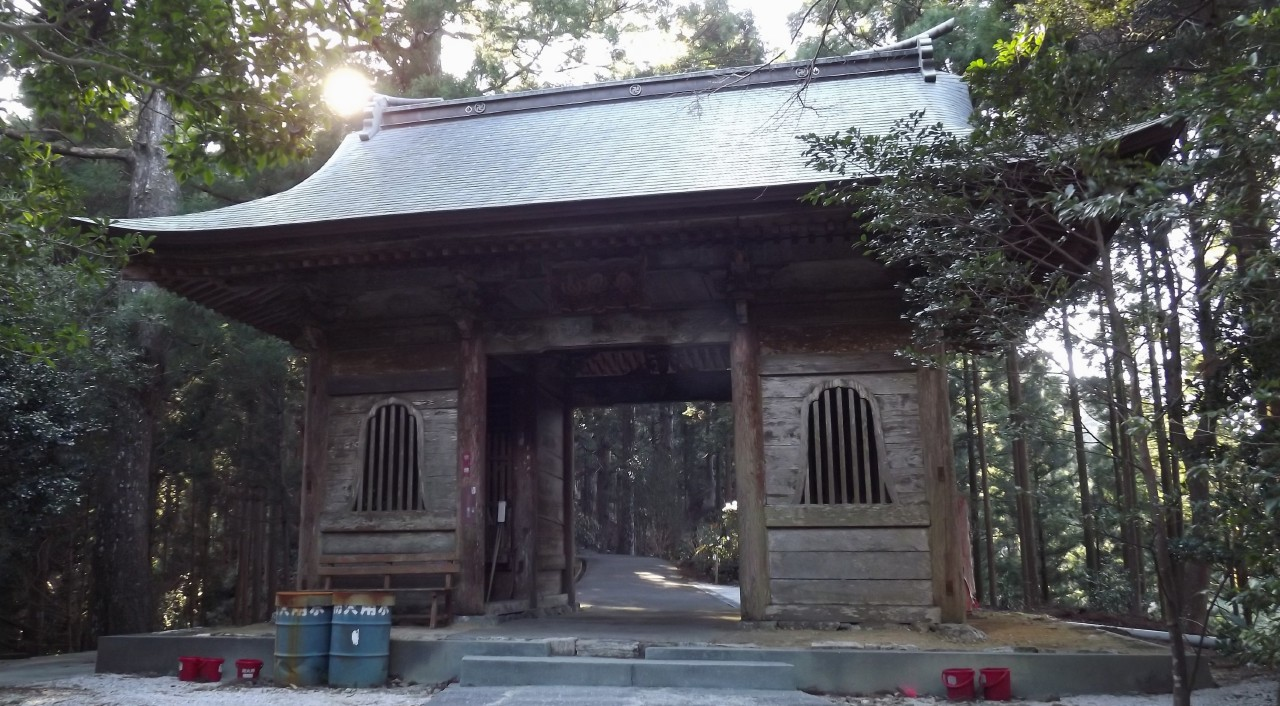
仁王門
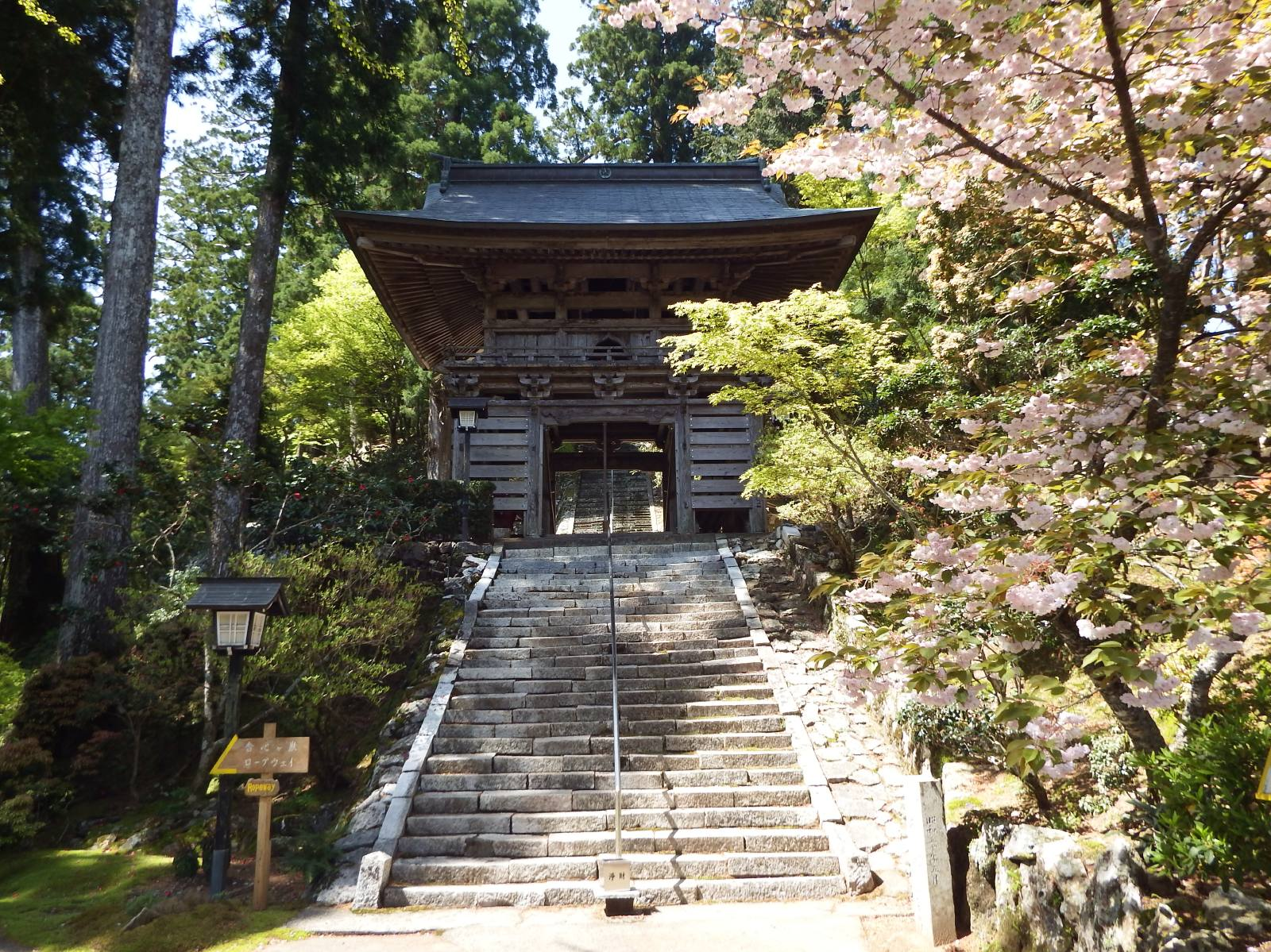
鐘楼門

　県の史跡
- 太龍寺の丁石：昭和42年（1967年）12月19日指定。所在地は一宿寺の境内。[17]

## 交通案内
鉄道

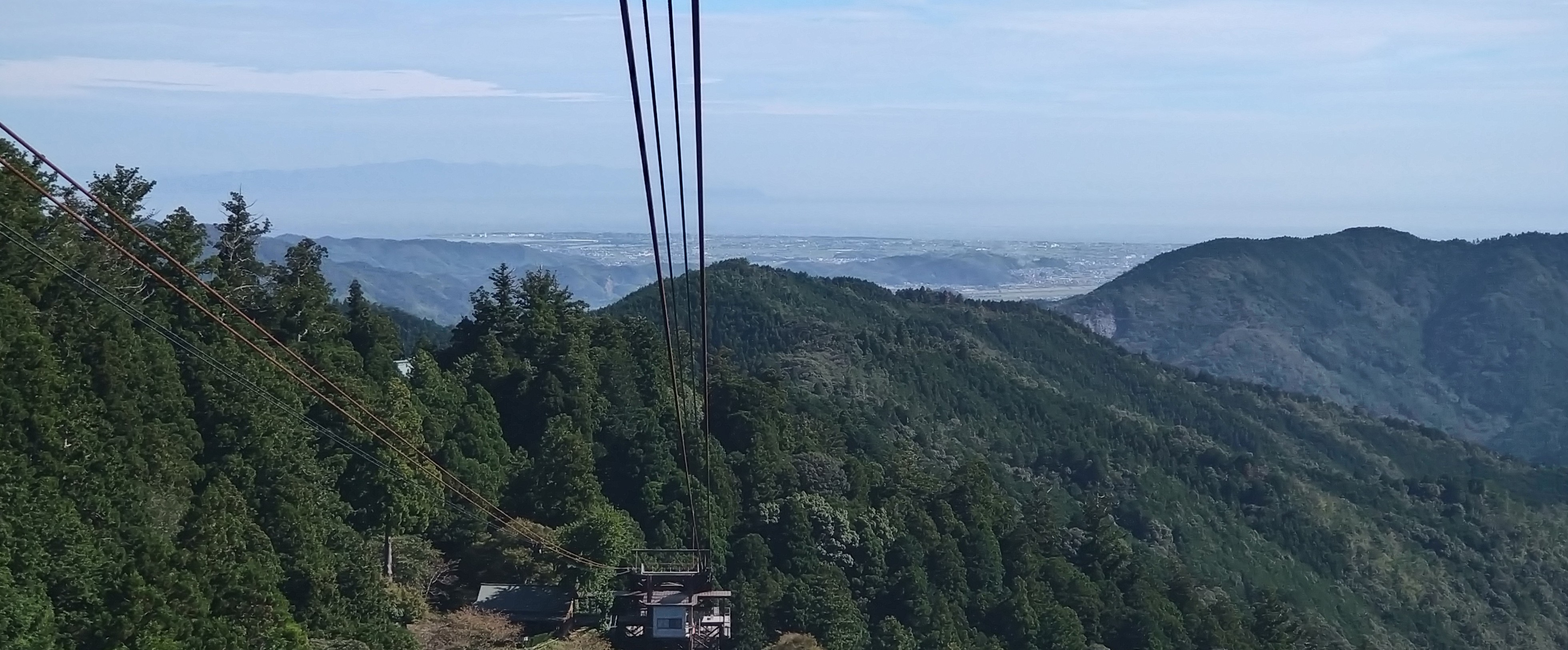
（四国八十八景）和歌山まで臨める雄大な眺め

- 四国旅客鉄道（JR四国）牟岐線 - 桑野駅下車 (9.5 km)
- 四国ケーブル 太龍寺ロープウェイ - 山頂駅 (2.68 km、20分毎、乗車時間11分)

バス
- 徳島バス南部 丹生谷線 「阿瀬比」下車 (6.3 km)、「和食東」下車（太龍寺ロープウェイ山麓駅0.1 km）

道路
- 一般道：徳島県道28号阿南小松島線 黒河 （駐車場まで2.8 km、駐車場から徒歩1.1 km）、徳島県道19号阿南鷲敷日和佐線 道の駅鷲の里（太龍寺ロープウェイ山麓駅まで0.1 km）
- 遍路道：20番 -(2.5 km) - 水井橋西 -(2.5 km) - 登山口 -(1.7 km) - 21番

## 奥の院

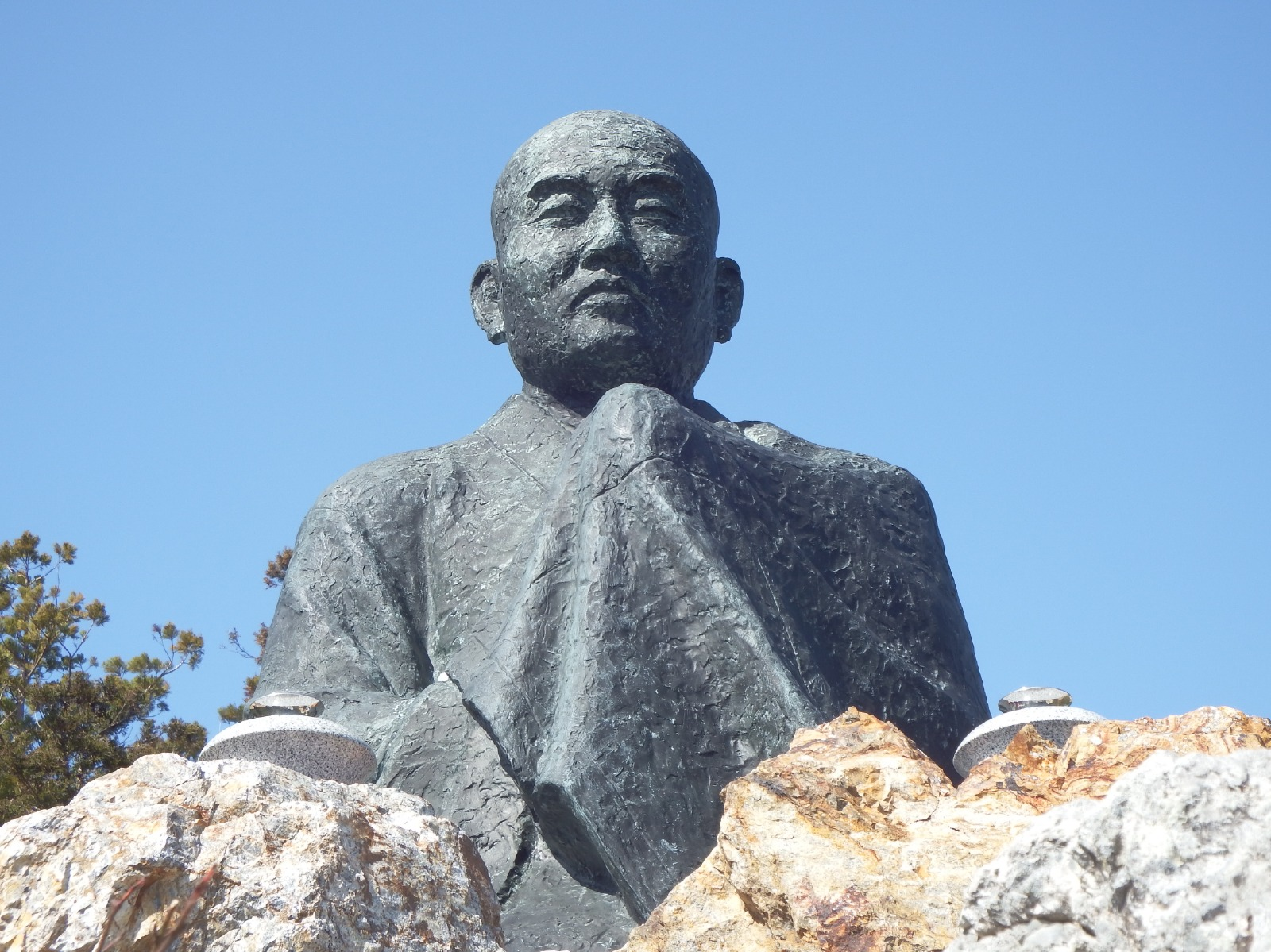
南舎心ヶ嶽の弘法大師像

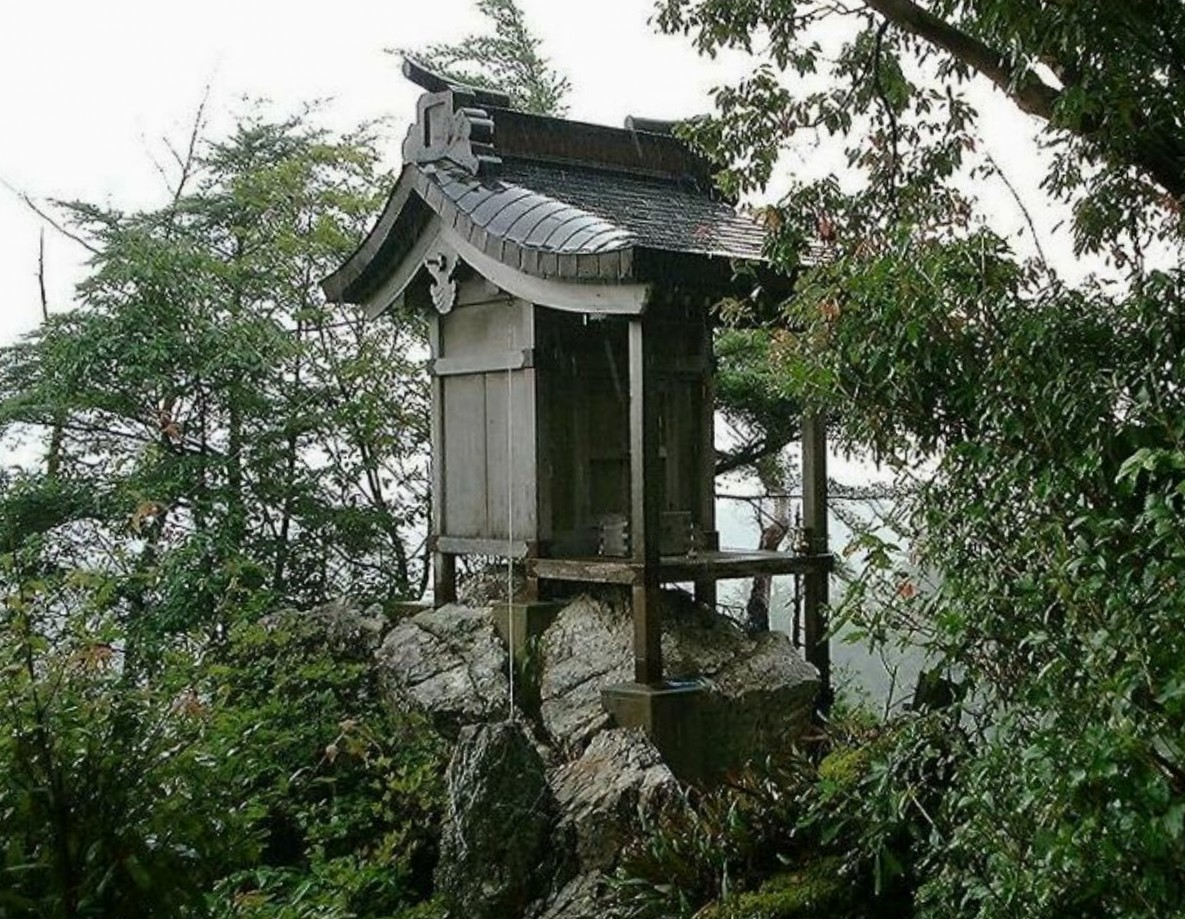
北舎心ヶ嶽の祠

南舎心ヶ嶽
空海（弘法大師）が19歳頃にこの場所で100日間の虚空蔵求聞持法を試みたとされ、断崖の岩場に高野山に向って弘法大師像が鎮座している。ロープウェイ山上駅脇から八十八ヶ所の石像を一つずつお参りしながら上って行くと88番の向こうが少し広くなっており、補陀落彦命の祠・不動明王の祠・神武天皇の祠・天照皇大神の祠が並び、その先にYAMA SAKIMORIのモニュメントがあり、手前に大師像の背中が見える。この大師像は大師入山1,200年を記念して1993年（平成5年）にブロンズ製で造られたもので、元は九尺の不動堂があったとされる。 （南舎心ヶ嶽）
北舎心ヶ嶽
不動明王の眷属である八大童子が祀られた祠がある。仁王門から本坊への参道途中から脇道を約100 m行くと大岩に梯子が架かっていて、その上に祠がある。 （北舎心ヶ嶽）
黒滝寺
太龍ヶ嶽で修行中の空海が神童によるお告げを受けて、黒滝山頂に棲む大龍を淵に封じ込めたという伝説のある寺で、山岳仏教発祥の地と伝えられている。（新四国曼荼羅霊場第88番札所）。
- 所在地:徳島県那賀郡那賀町阿津江字黒滝山5 （黒滝寺）

## 前後の札所
四国八十八箇所
20 鶴林寺 --(6.5 km)-- 21 太龍寺 --(10.9 km)-- 22 平等寺
阿波秩父観音霊場
09 観正寺 -- 10 太龍寺 -- 11 補陀羅山

## 周辺

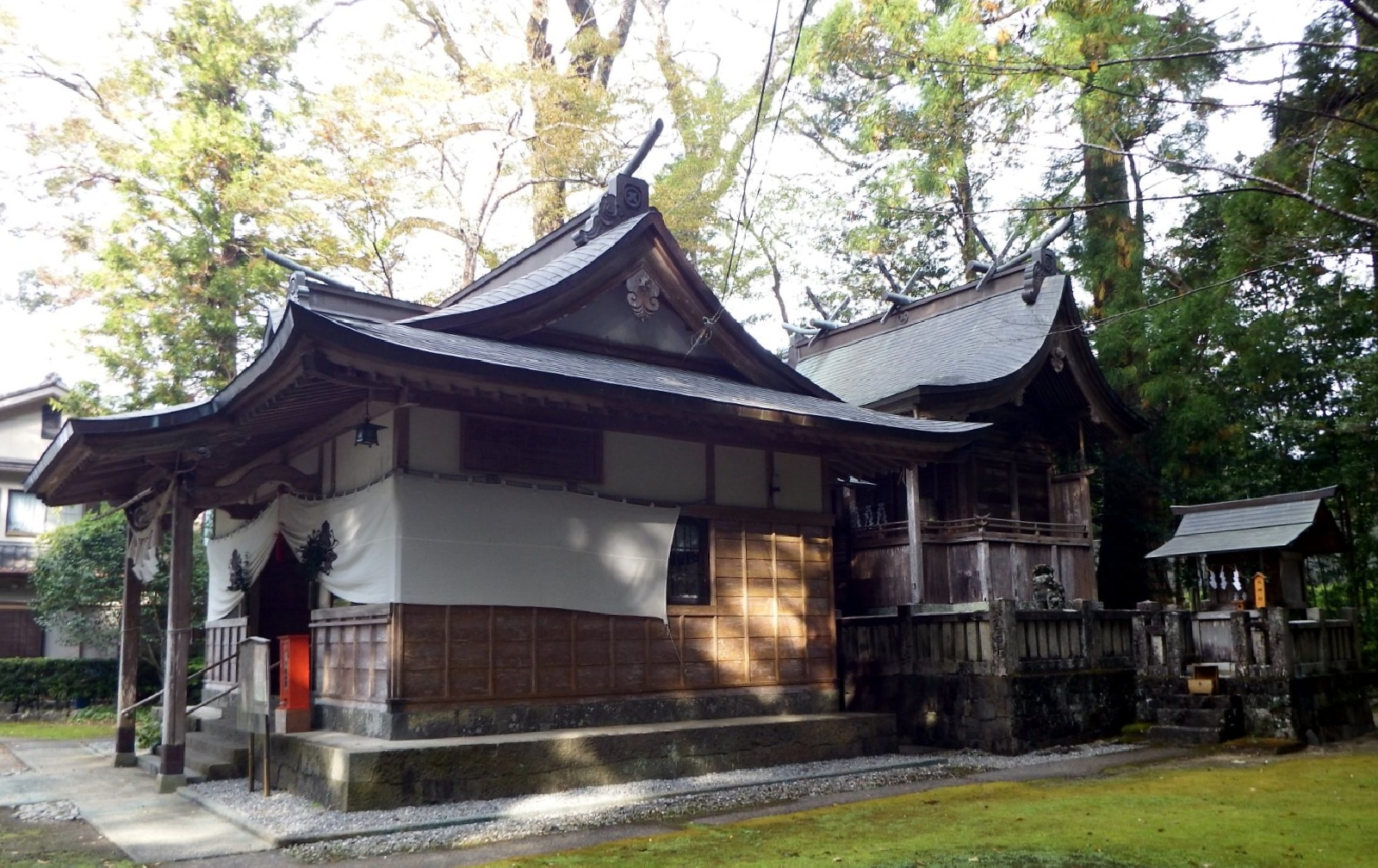
蛭子神社

一説にはこちらの神様が空海を太龍寺が出来る前に当山に案内されたと伝わっている。太龍寺ロープーウエイ麓駅から赤い橋（田野橋）で那賀川を渡ってすぐの社叢に神社がある。
- 所在地:徳島県那賀郡那賀町和食154 （蛭子神社）

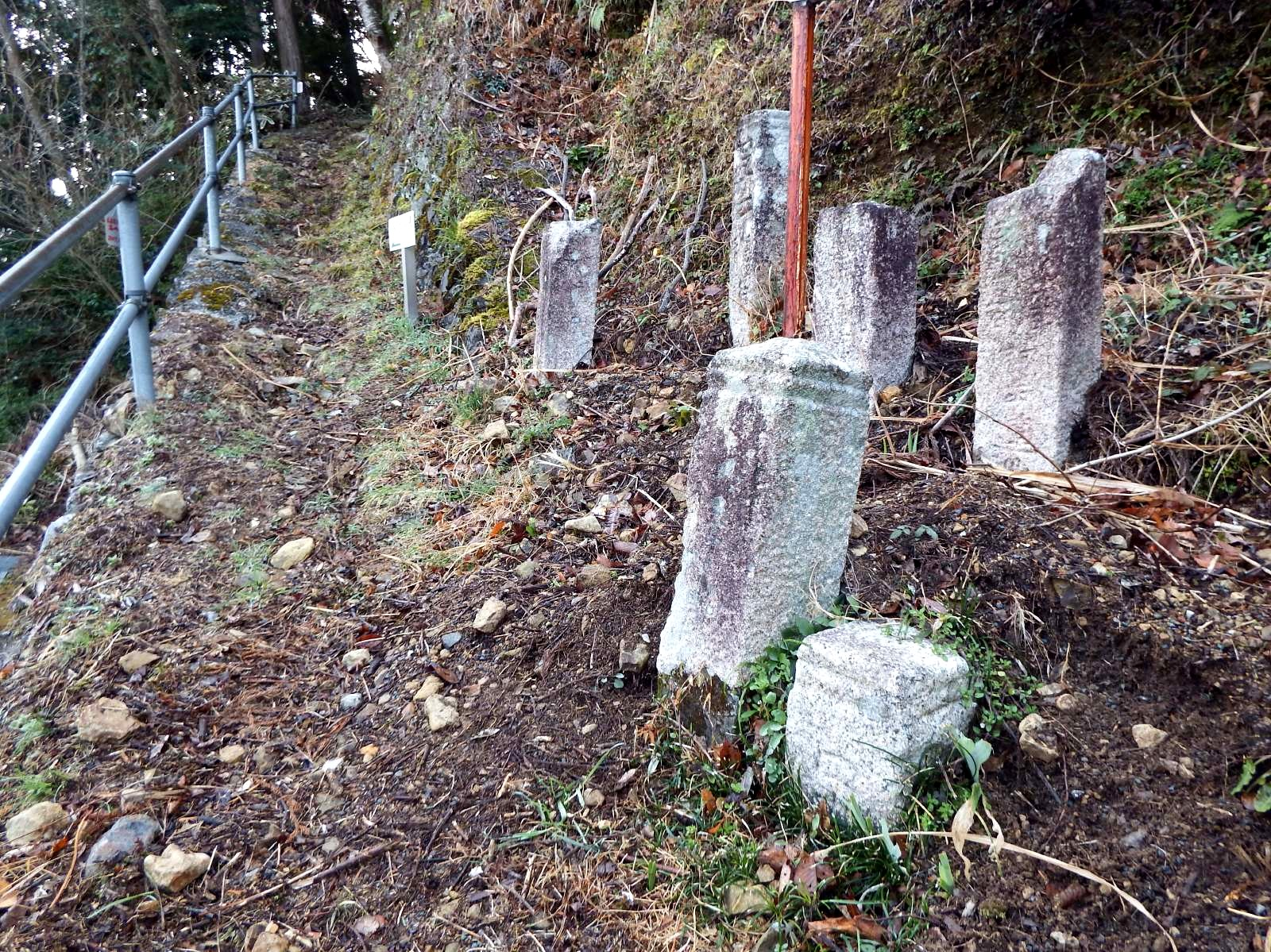
一宿寺の丁石と登口

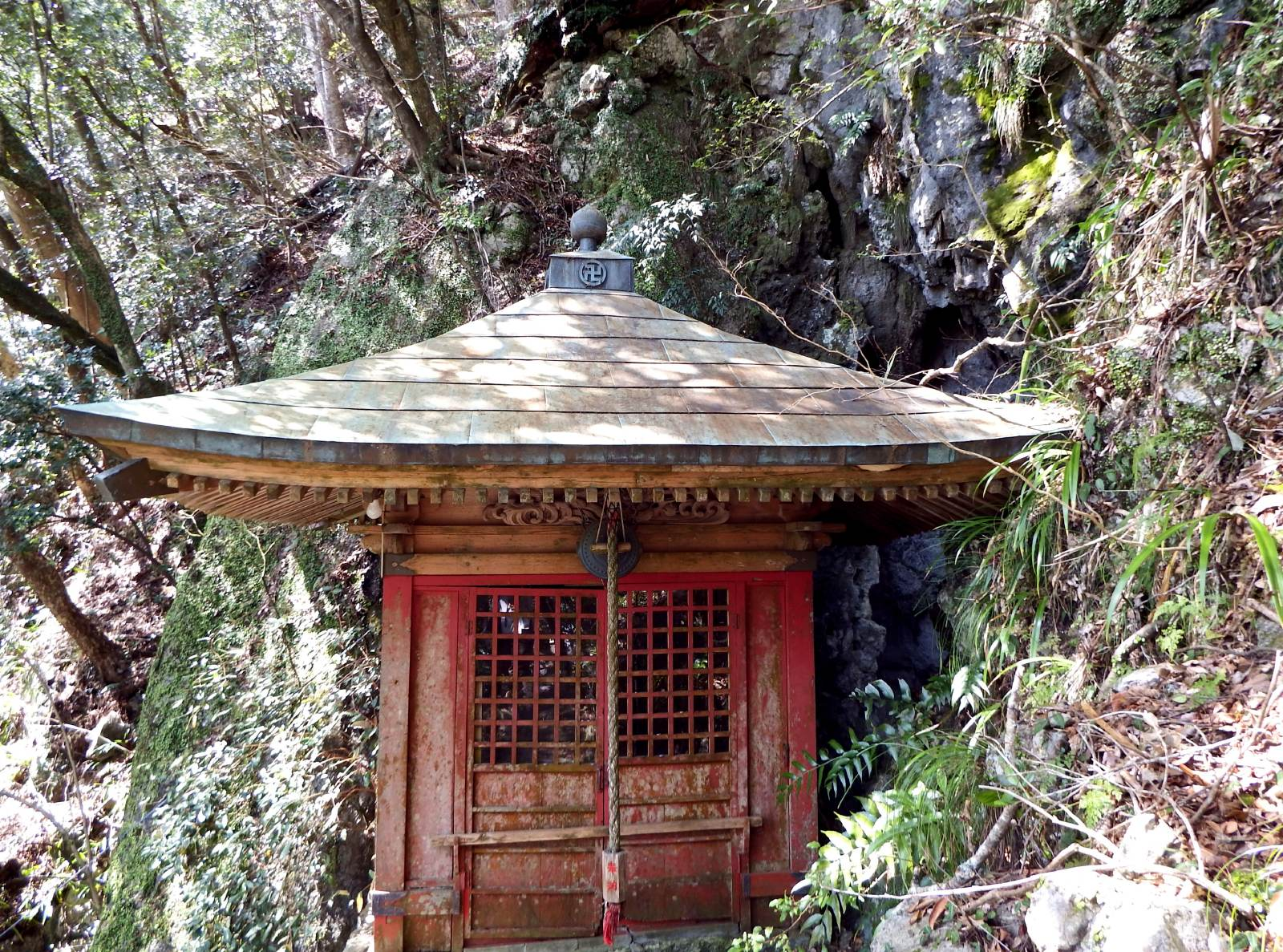
氷柱観音

太龍寺ロープーウエイ麓駅の近く県道19号に入口があり、すぐ上の斜面にあり、上って行くと本堂があり、さらに上の赤い堂の向かって右に、竪穴がある。その岩盤にツララ状の紋様がある。
- 所在地:徳島県那賀郡那賀町和食郷 （氷柱観音）

一宿寺

阿波遍路道 かも道の起点であり、県の史跡「太龍寺の丁石」が登口にある。
- 所在地:徳島県阿南市加茂町宿居谷5 （一宿寺）

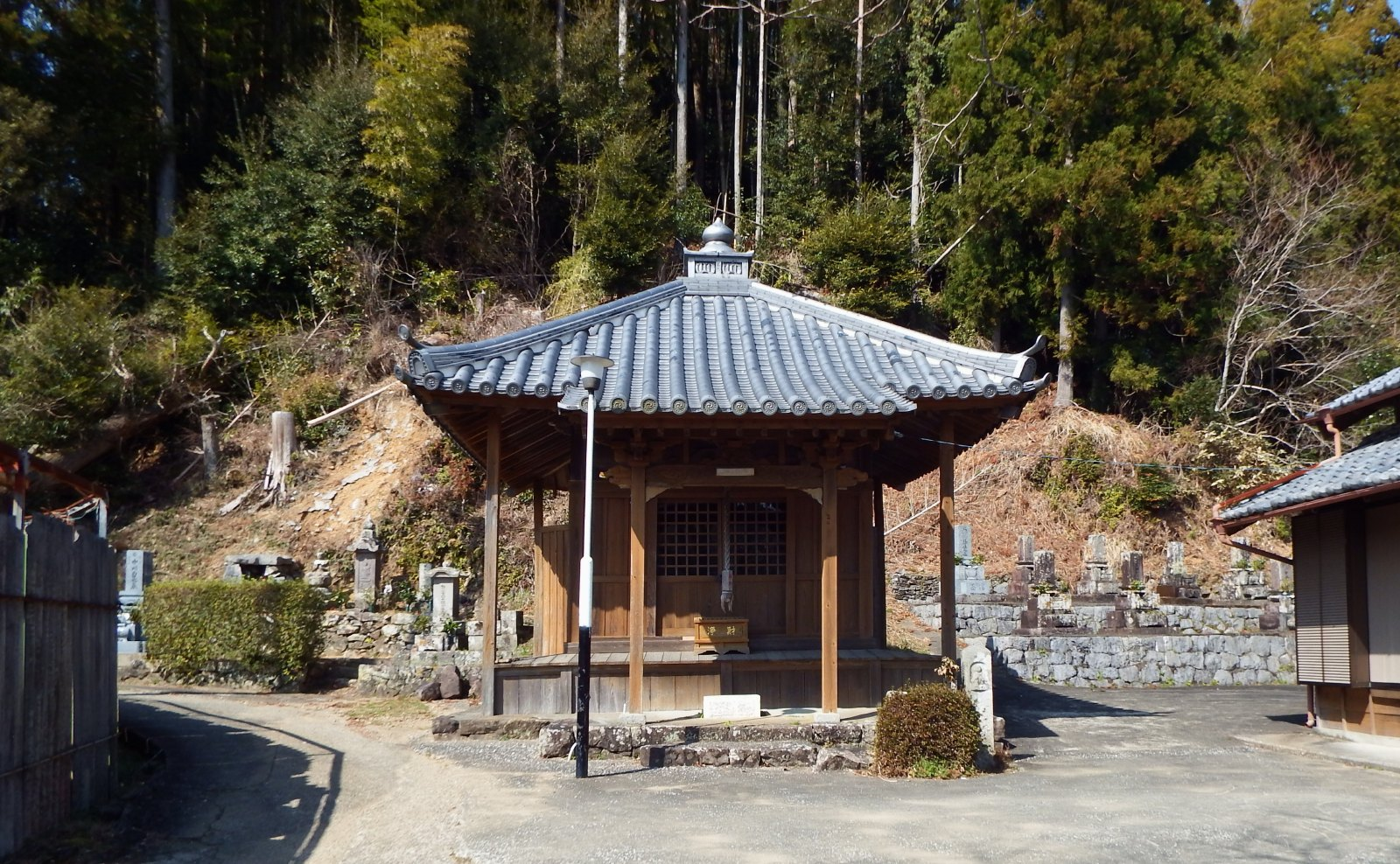
いわや道から平等寺道への麓にある観音堂

あせび観音庵

阿波遍路道 いわや道から続く平等寺道で麓に下りて来ると観音堂の左に至る。
- 所在地:徳島県阿南市阿瀬比町西内 （あせび観音庵）

若杉山辰砂採掘遺跡
太龍寺から北へのびる通称「太龍寺道」にそって杉木立に囲まれた谷のほとりにある。辰砂を採取した古代の遺跡。
- 所在地:徳島県阿南市水井町 （若杉山辰砂採掘遺跡）